# Biserica de lemn din Mădărășeni

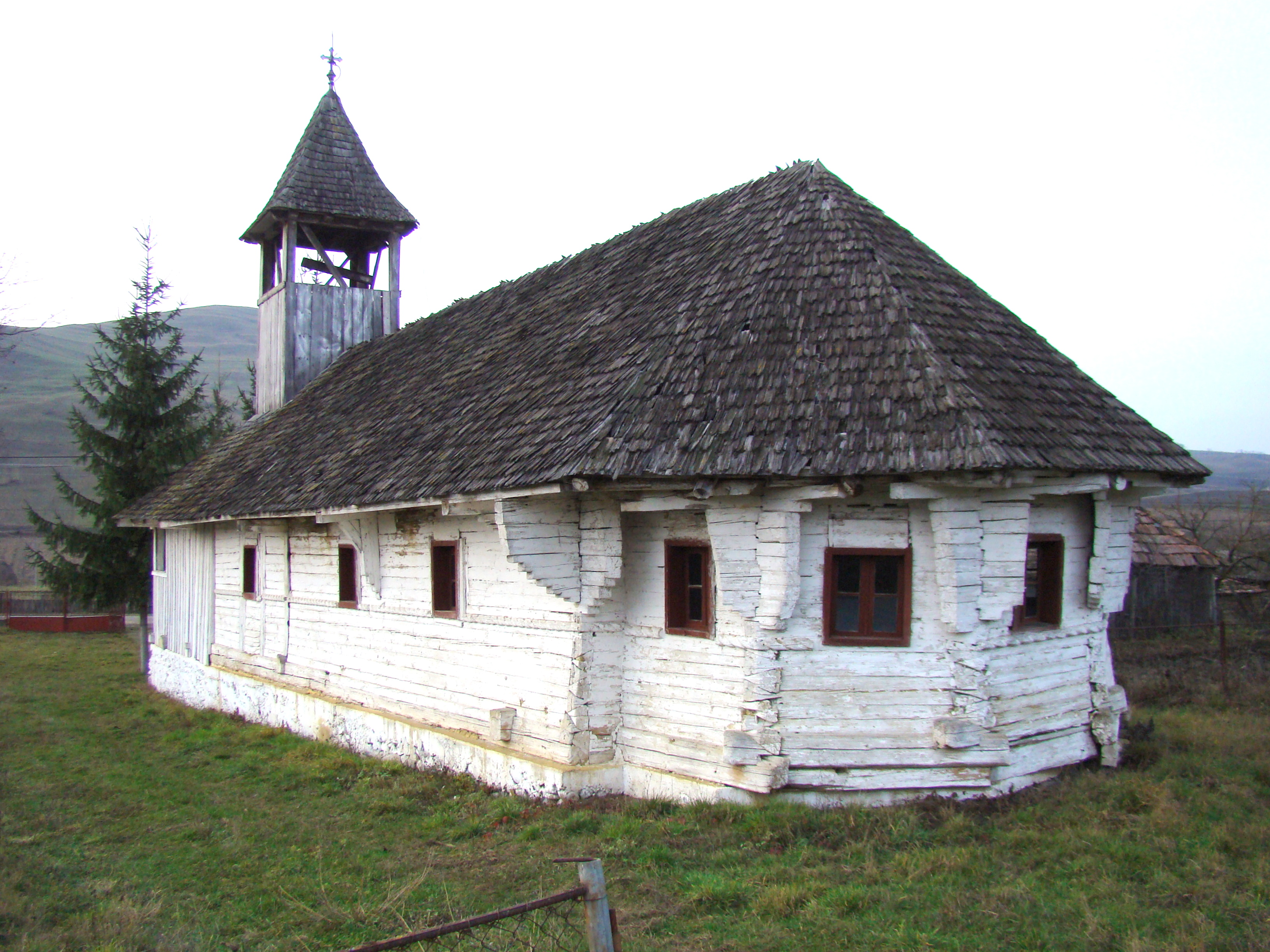
Biserica de lemn „Sf.Arhangheli” din Mădărăşeni, judeţul Mureş, foto: decembrie 2009.

Biserica de lemn din Mădărășeni a fost adusă în anul 1980 din satul învecinat Iclănzel. A fost construită în sec.XVII și are hramul „Sf.Arhangheli”. Necesită o reparare urgentă a acoperișului.

## Imagini din interior

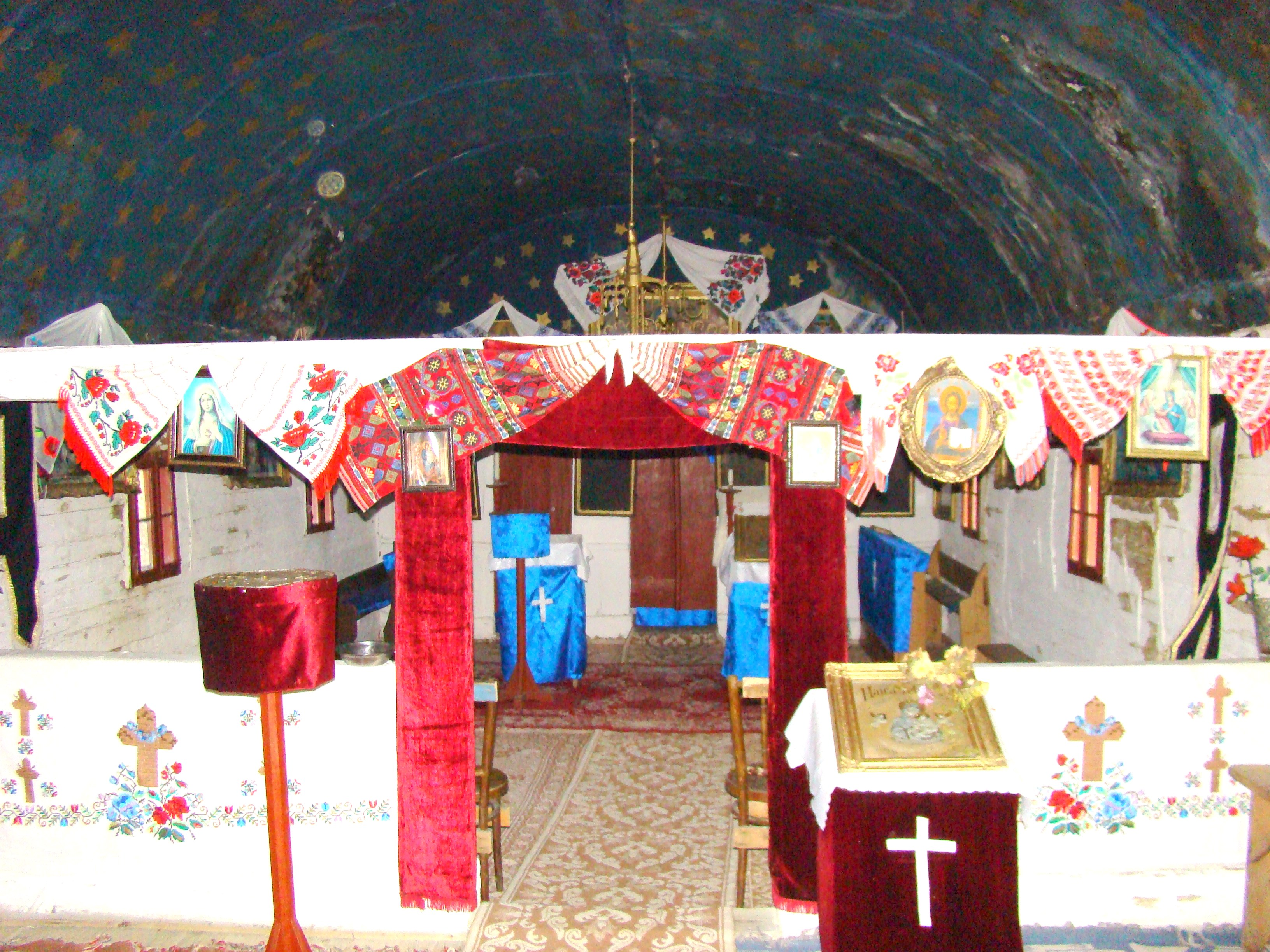
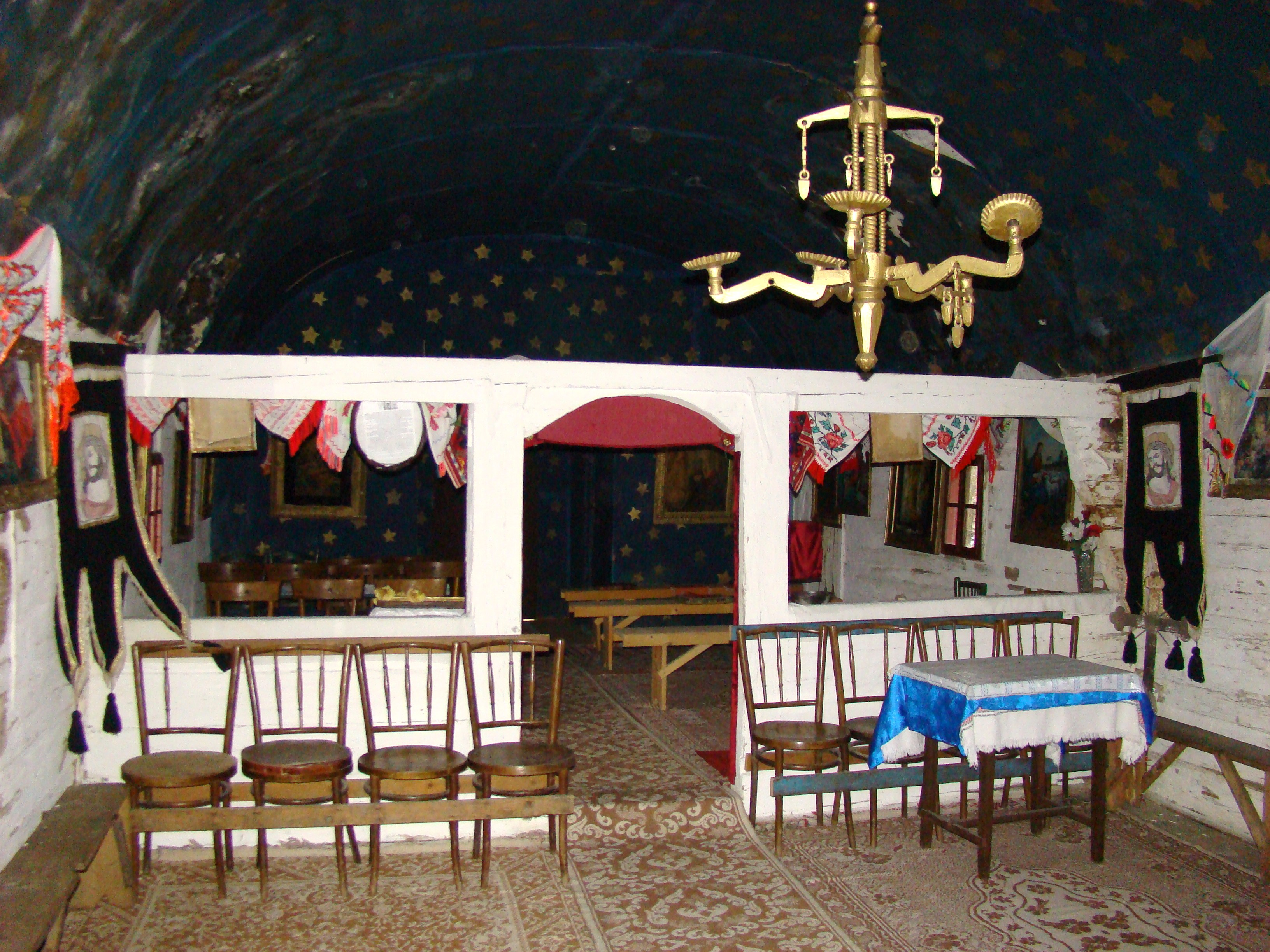
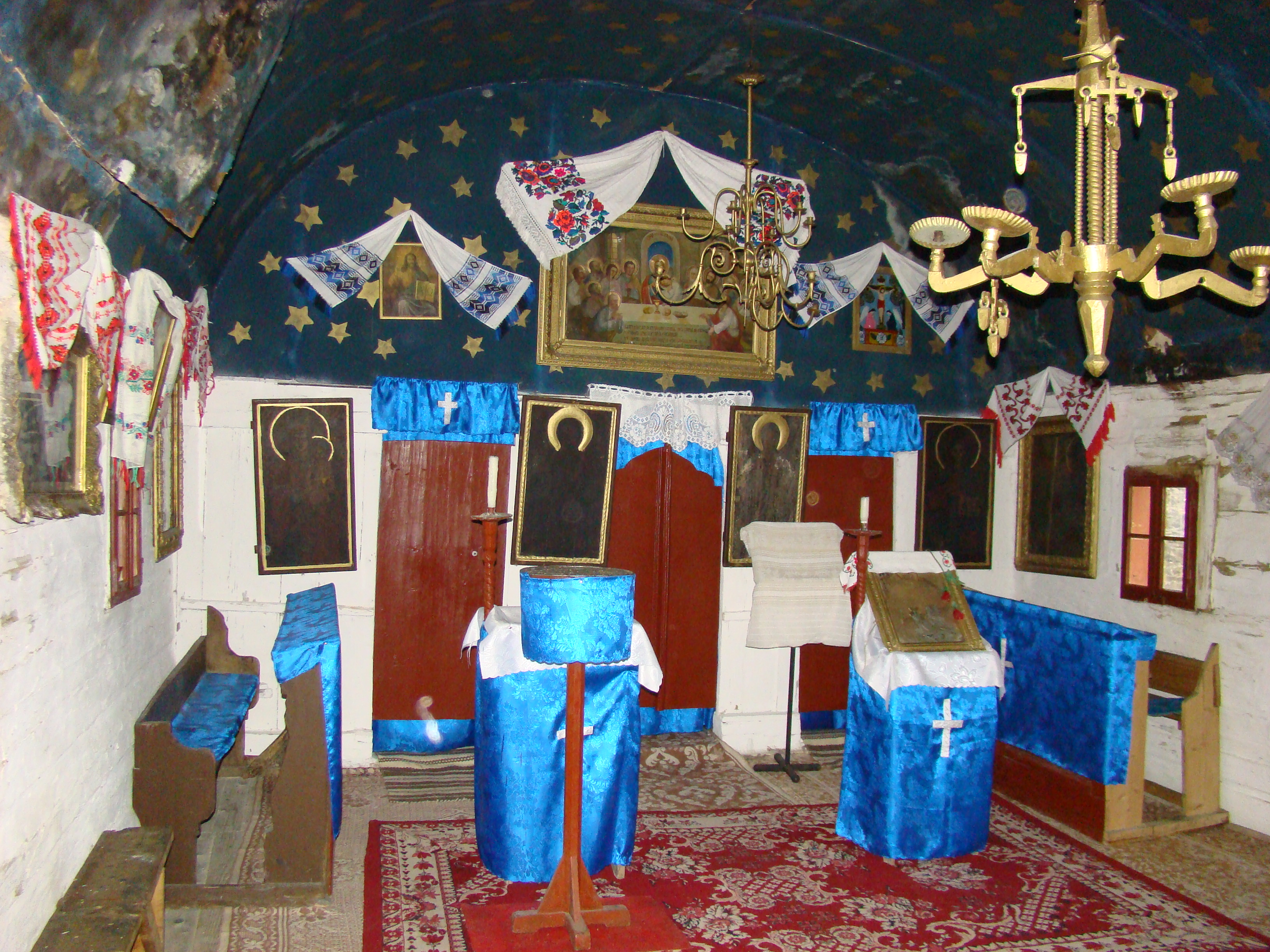
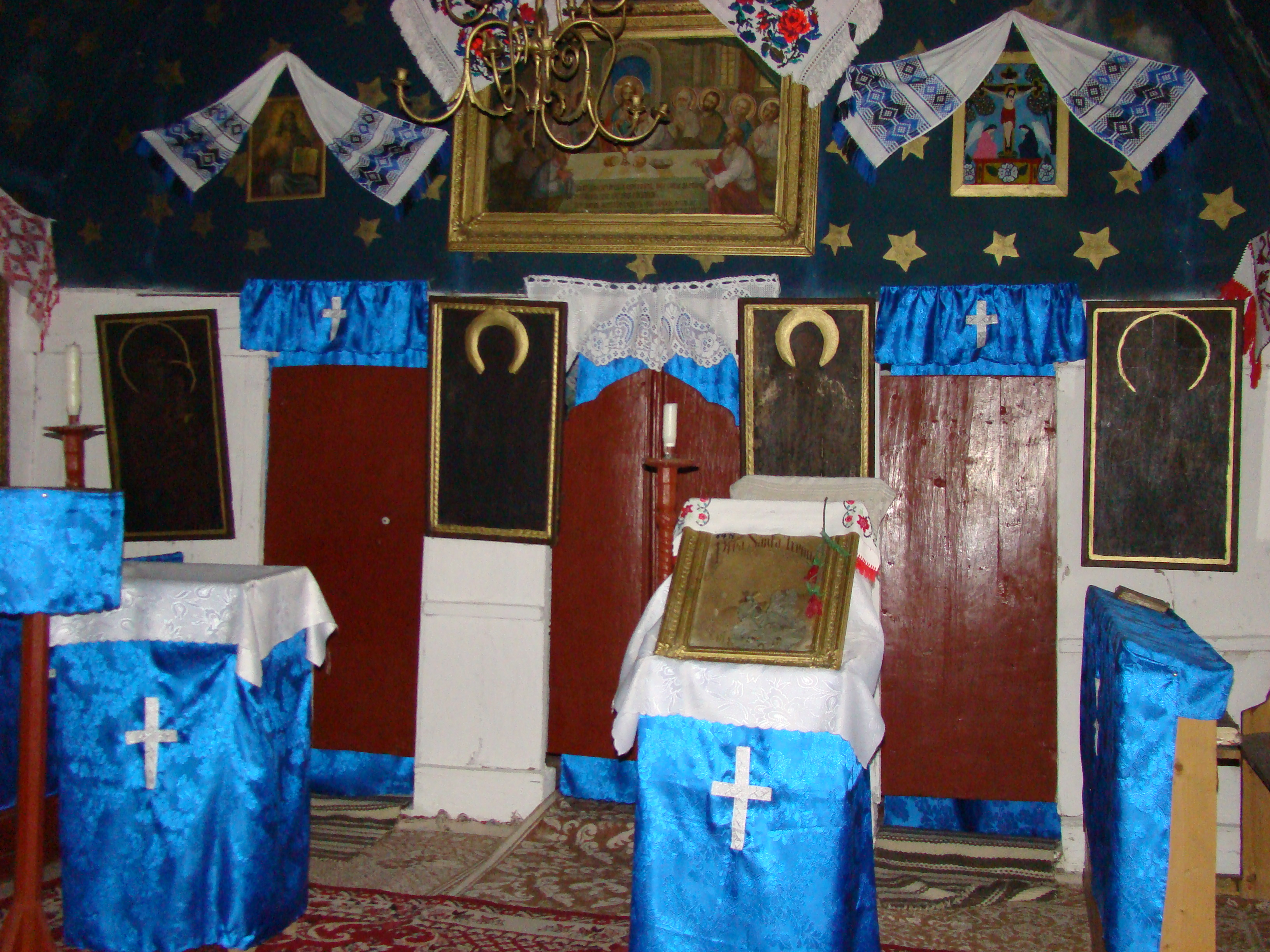
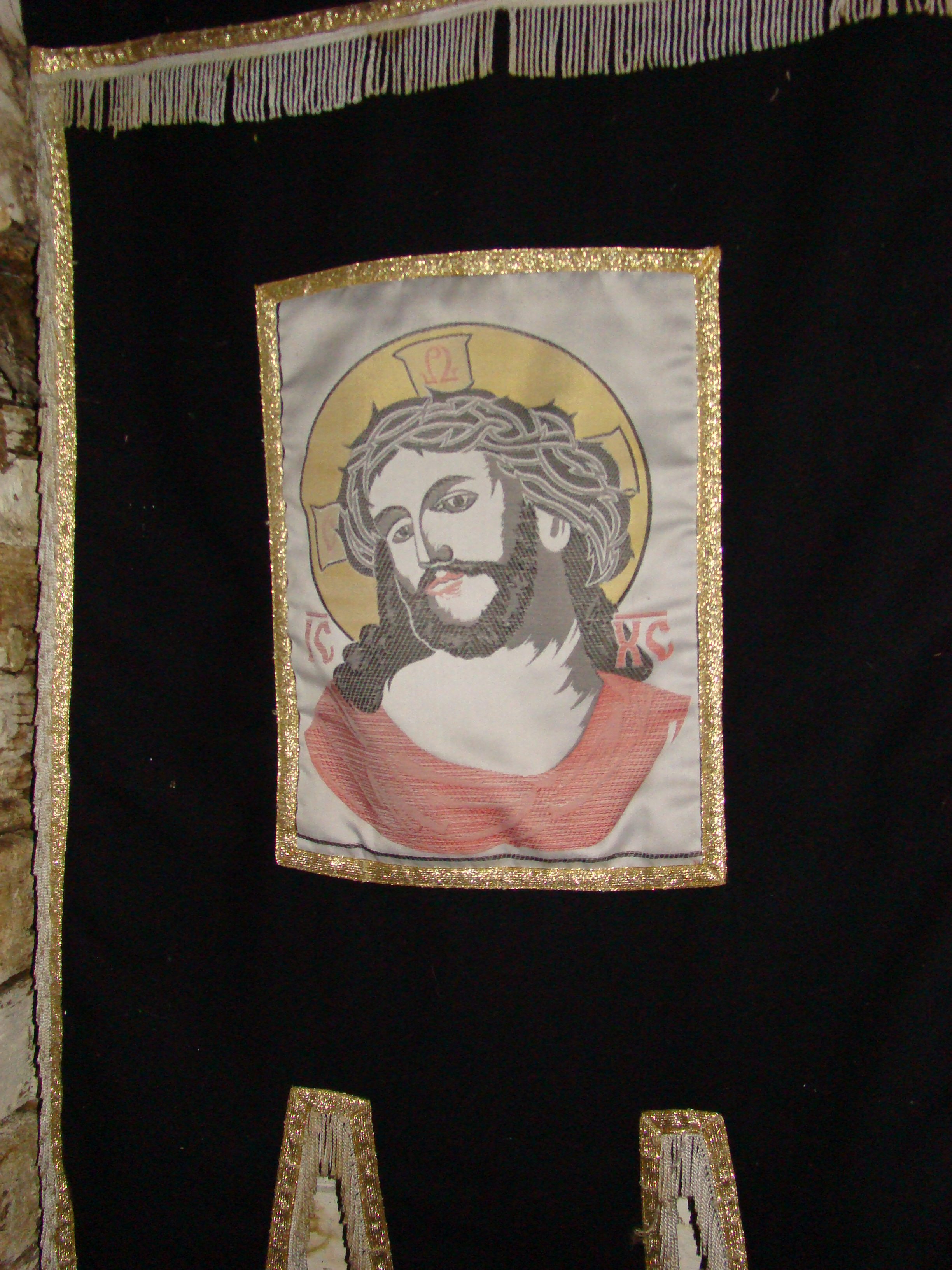
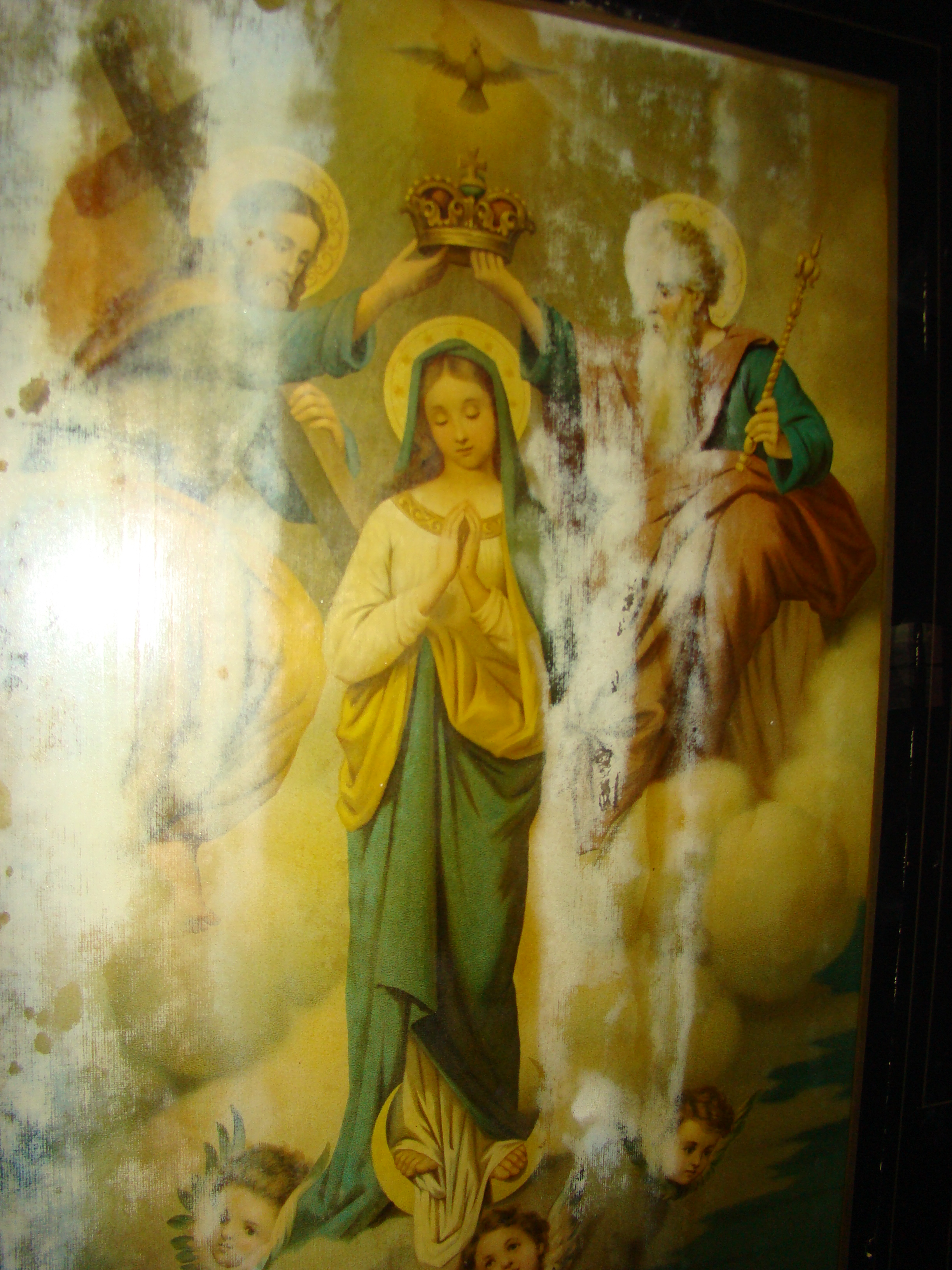
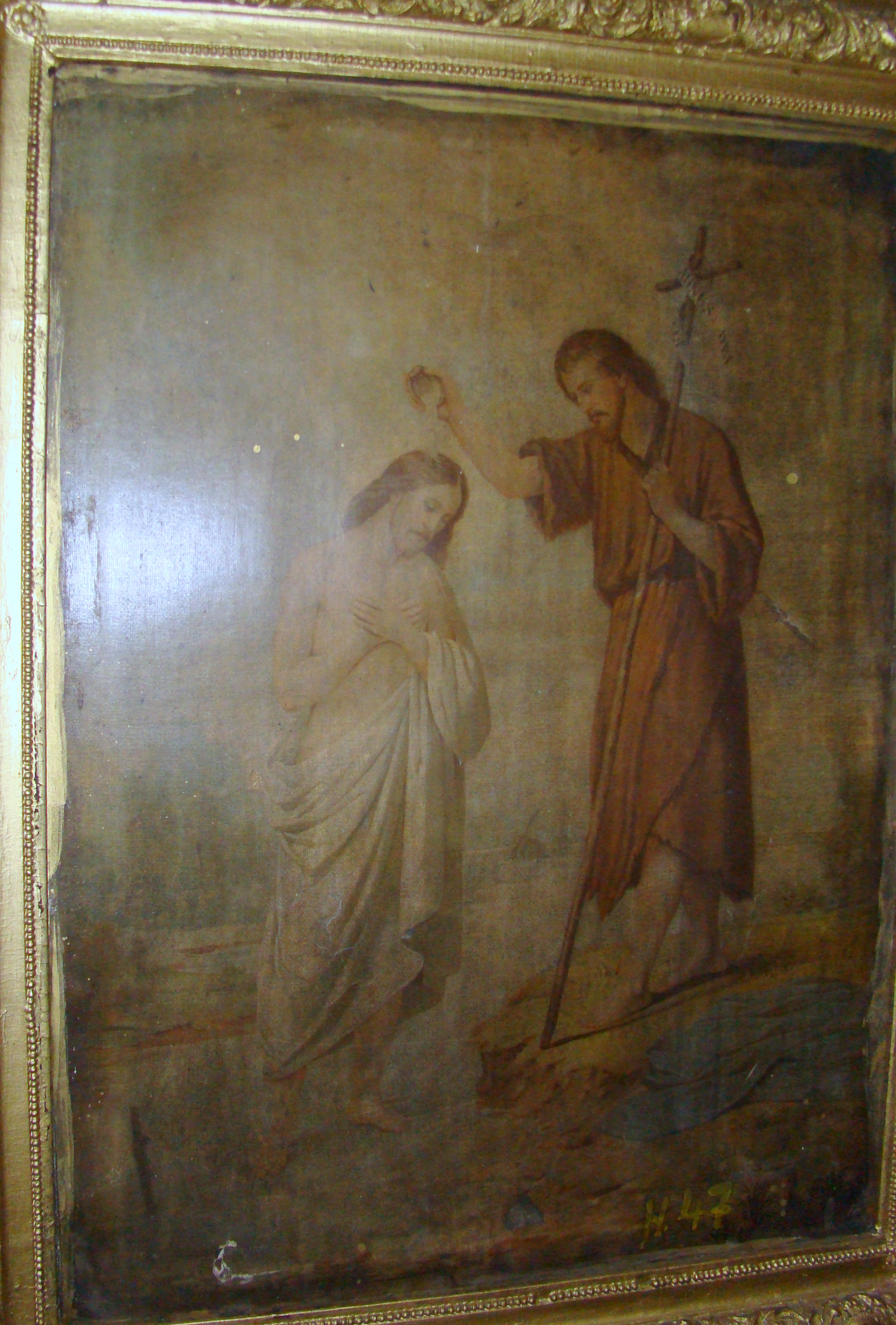
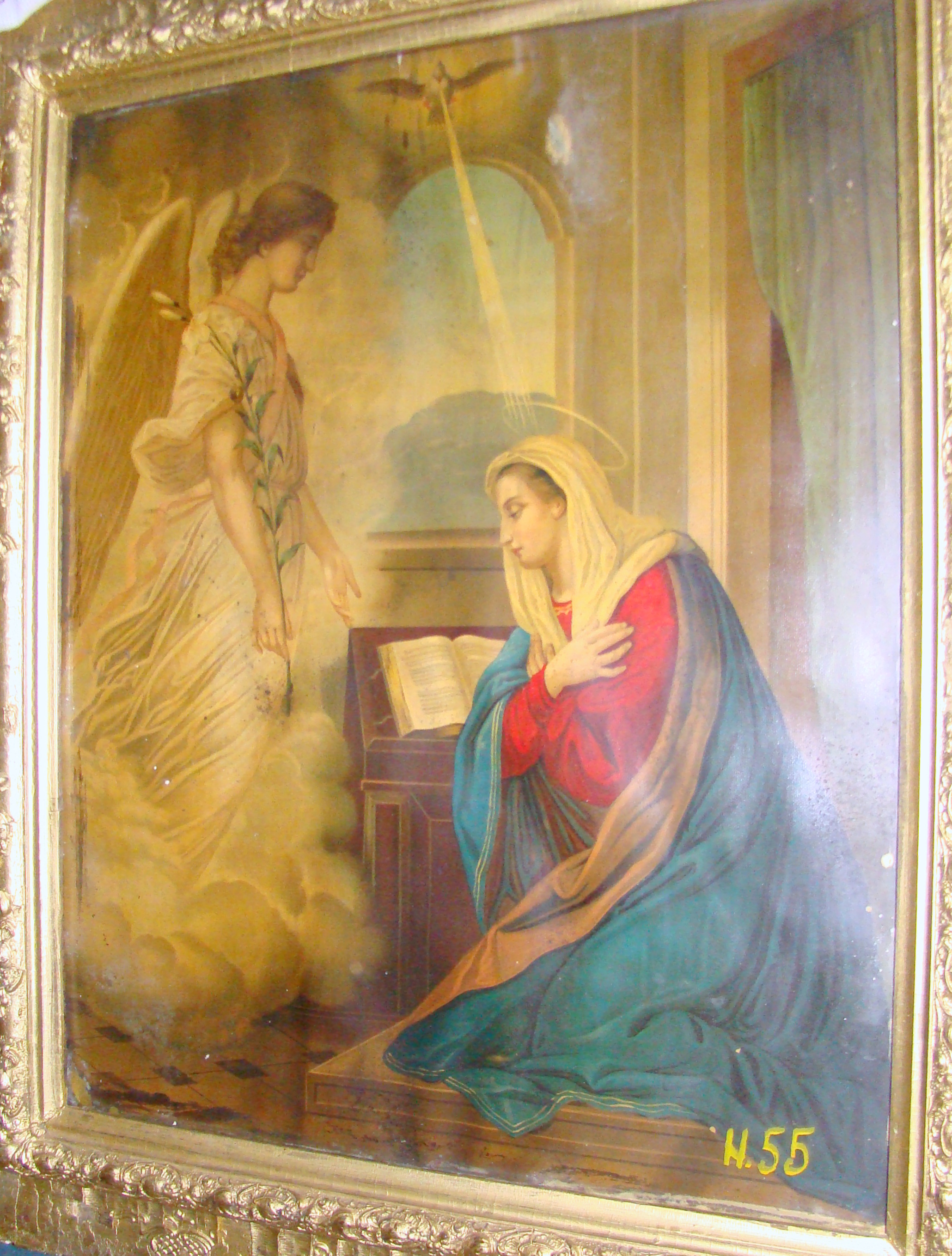
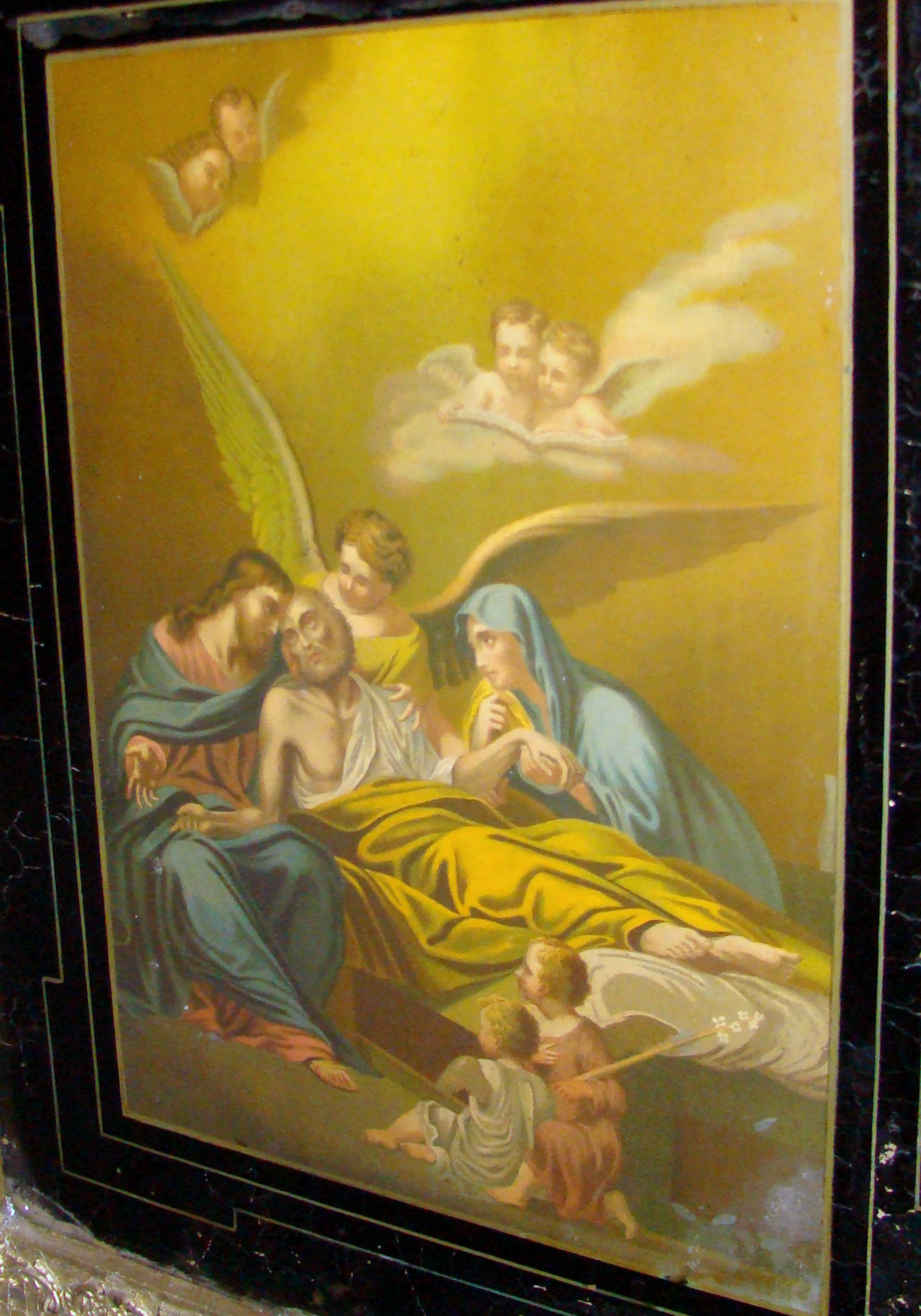
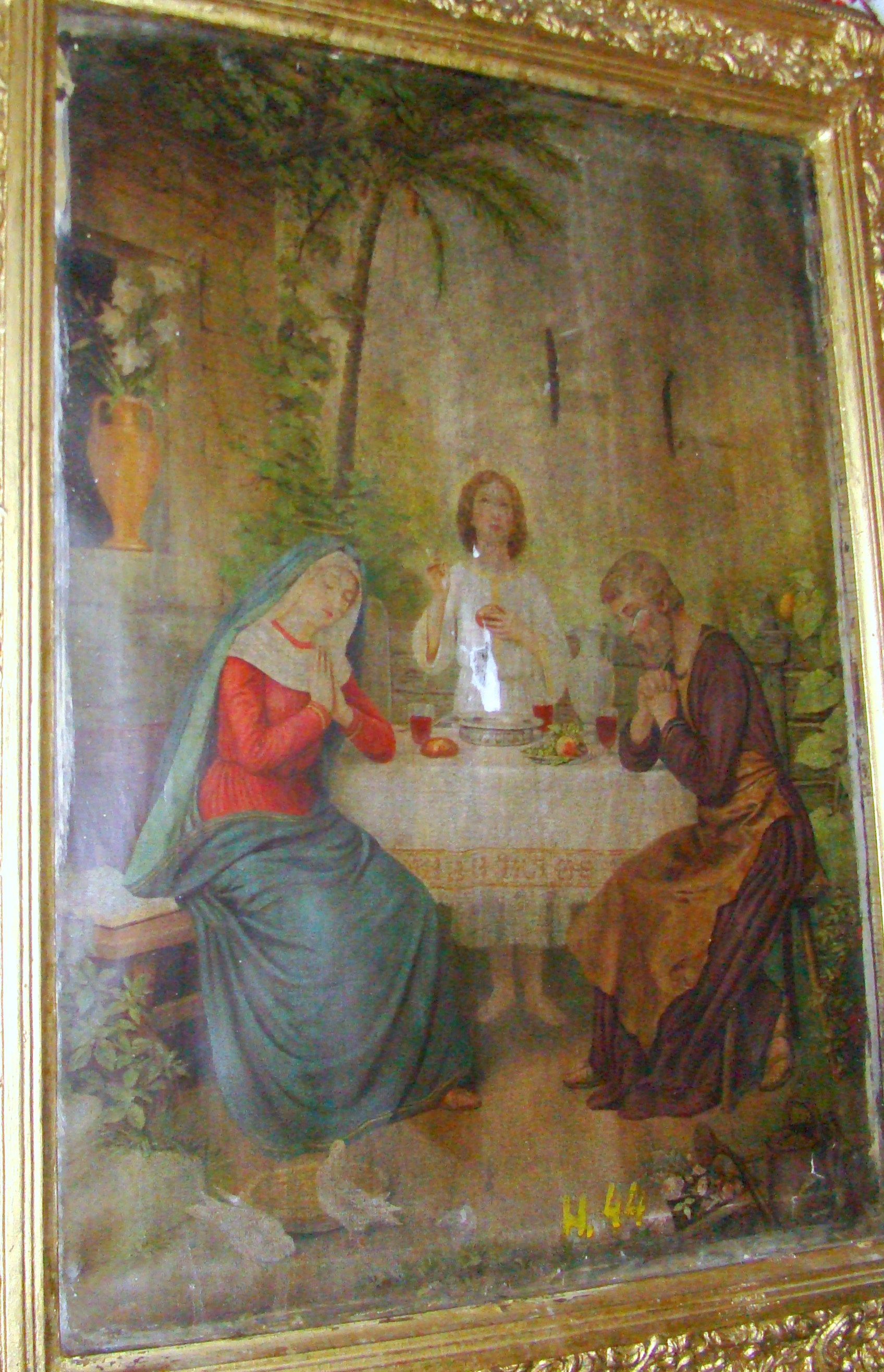
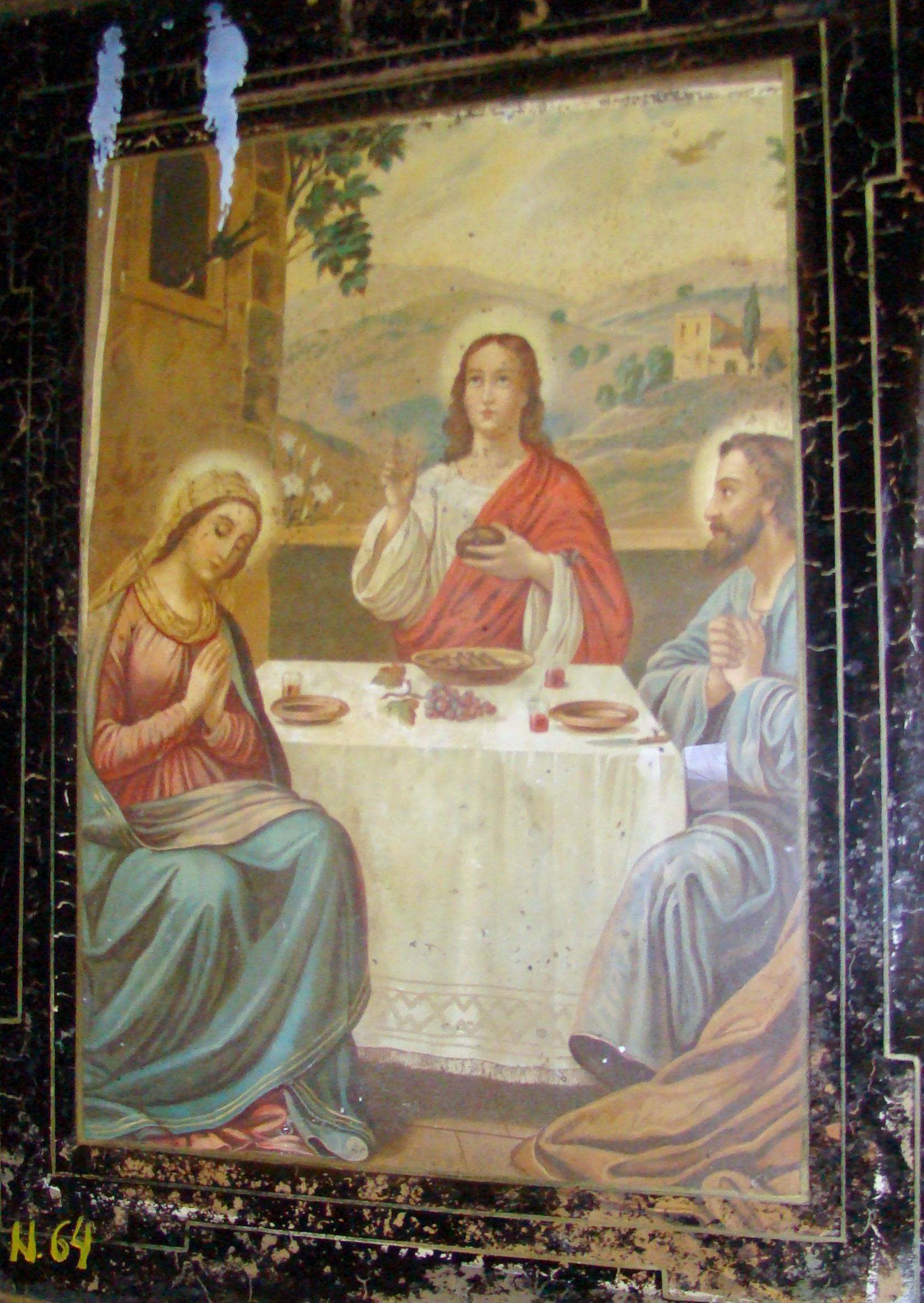
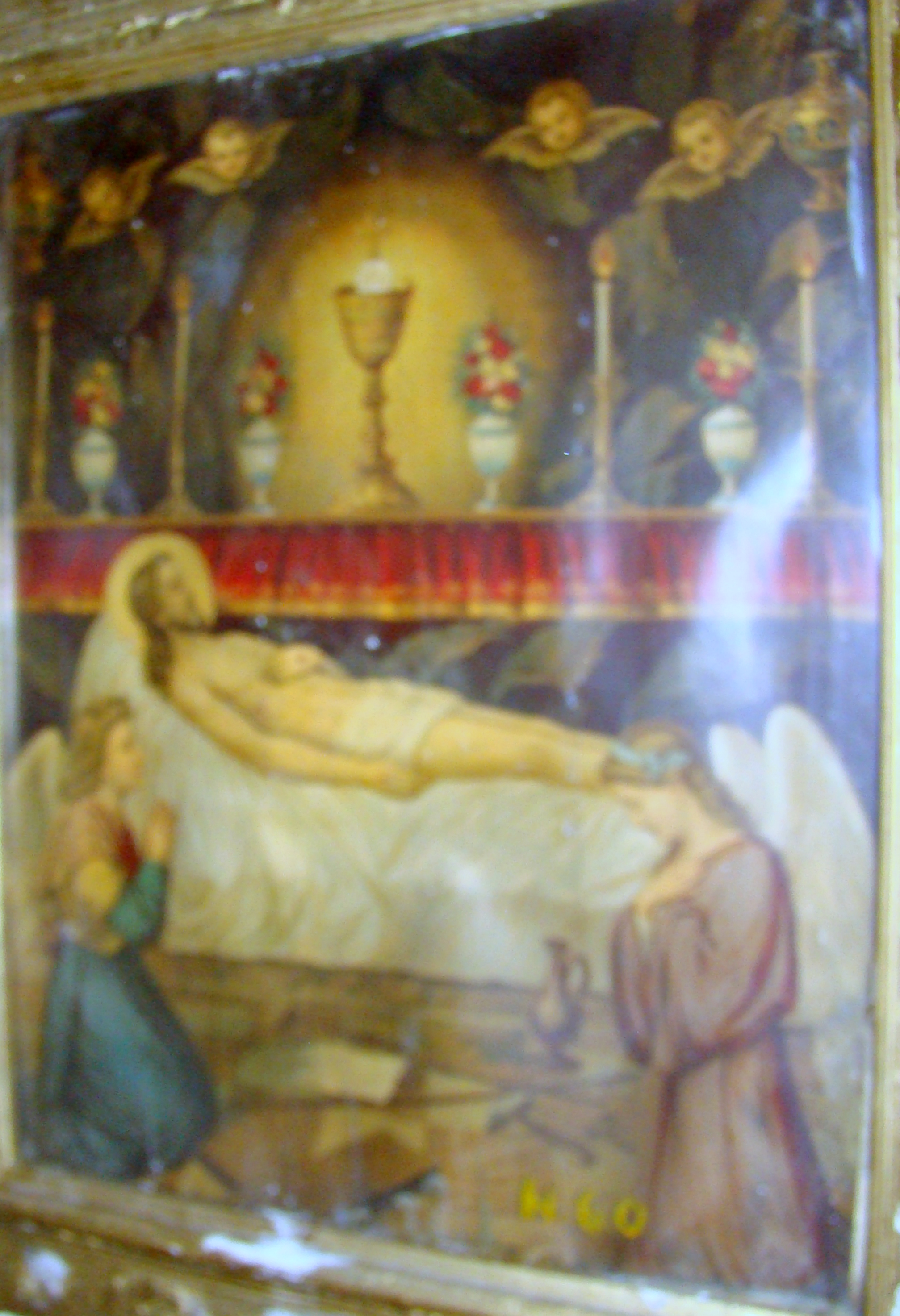
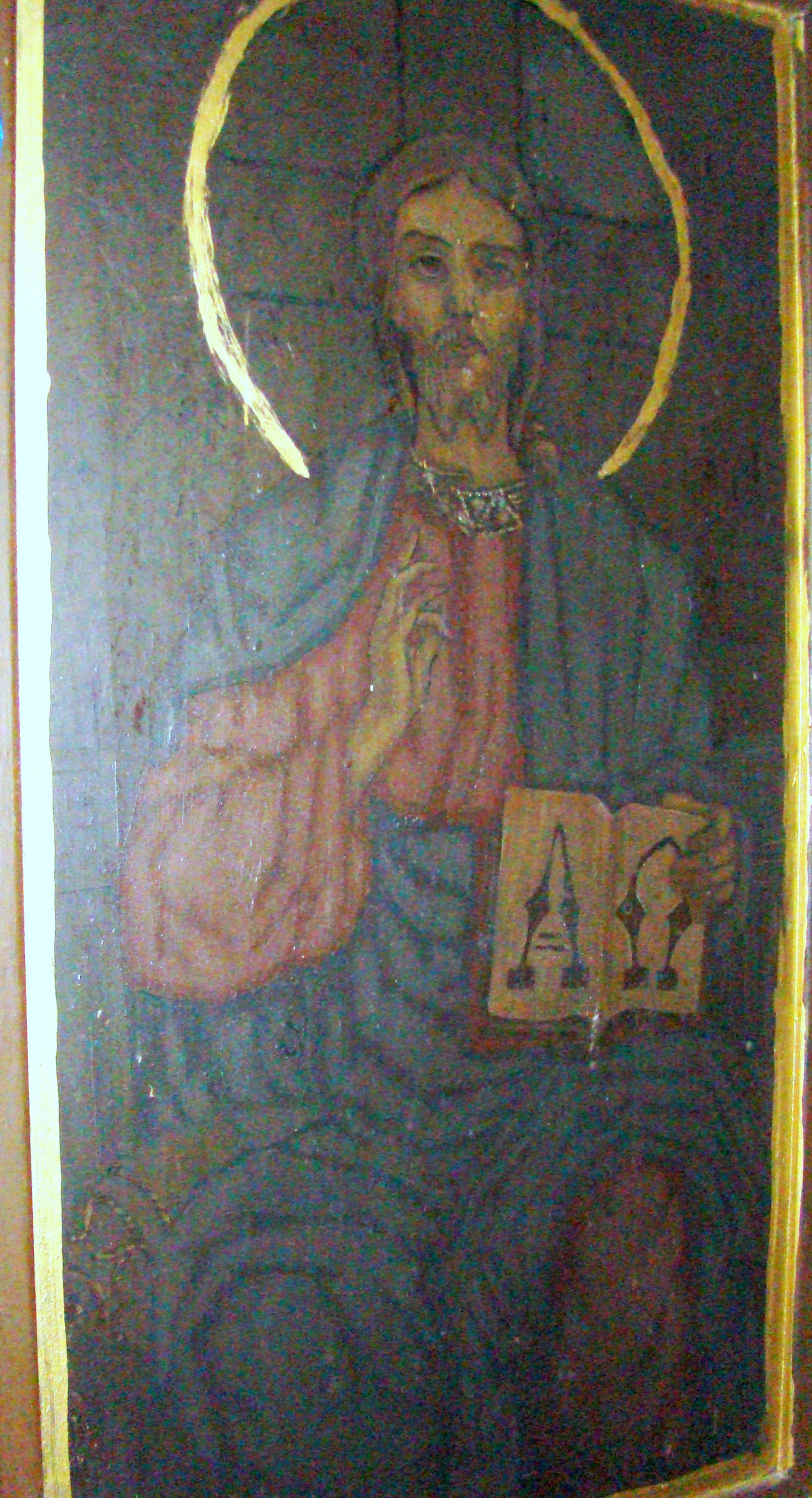
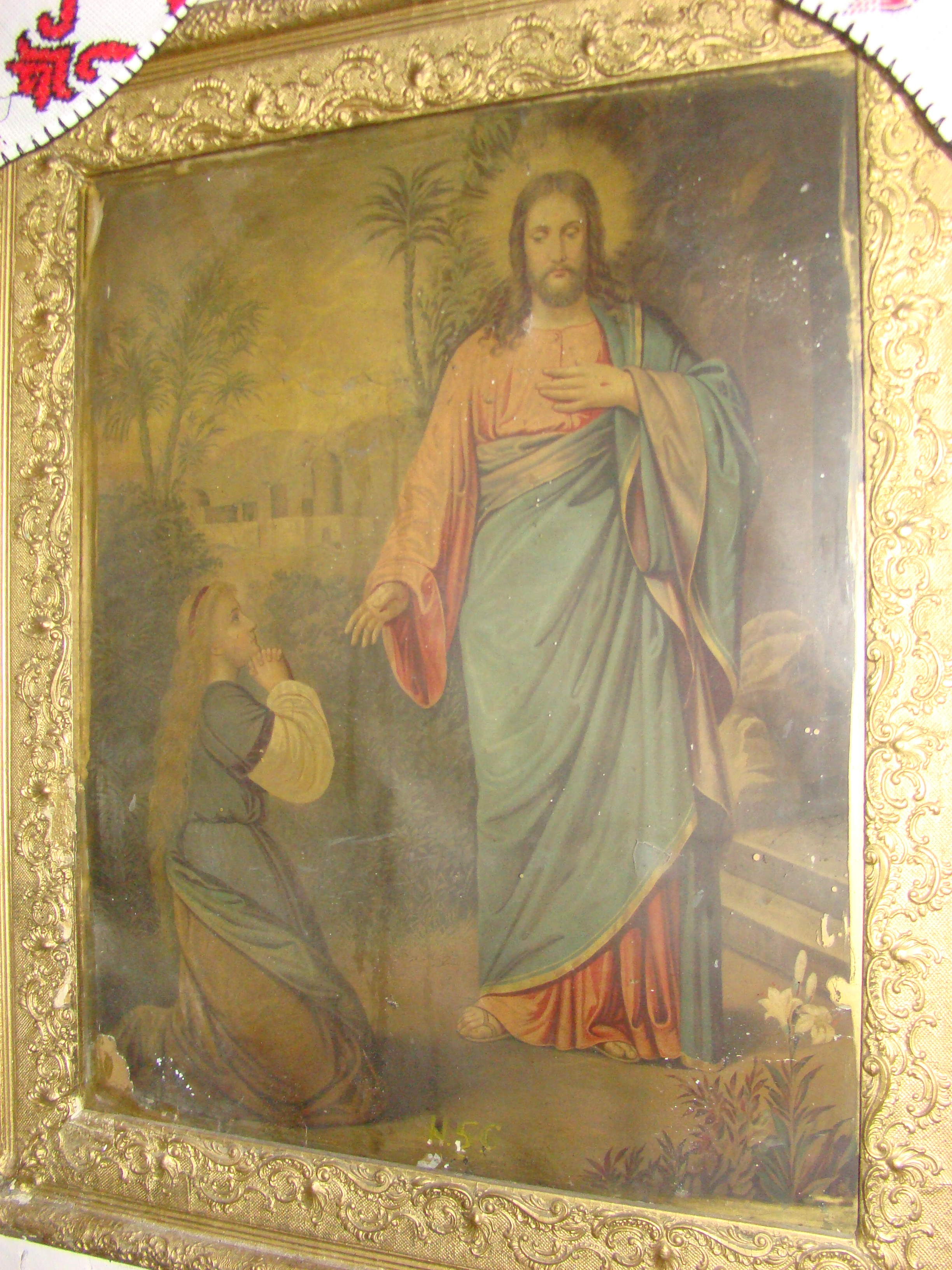
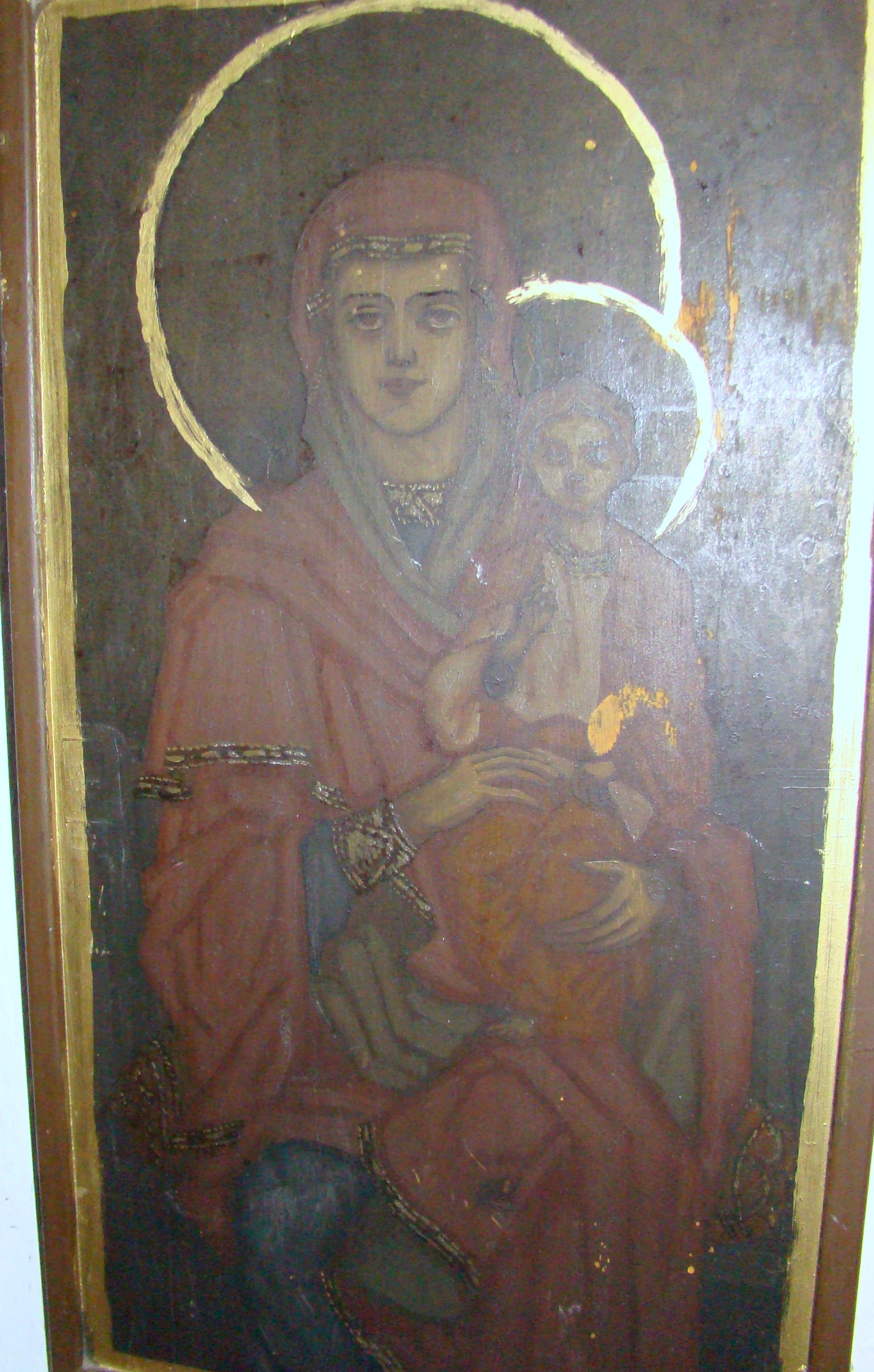
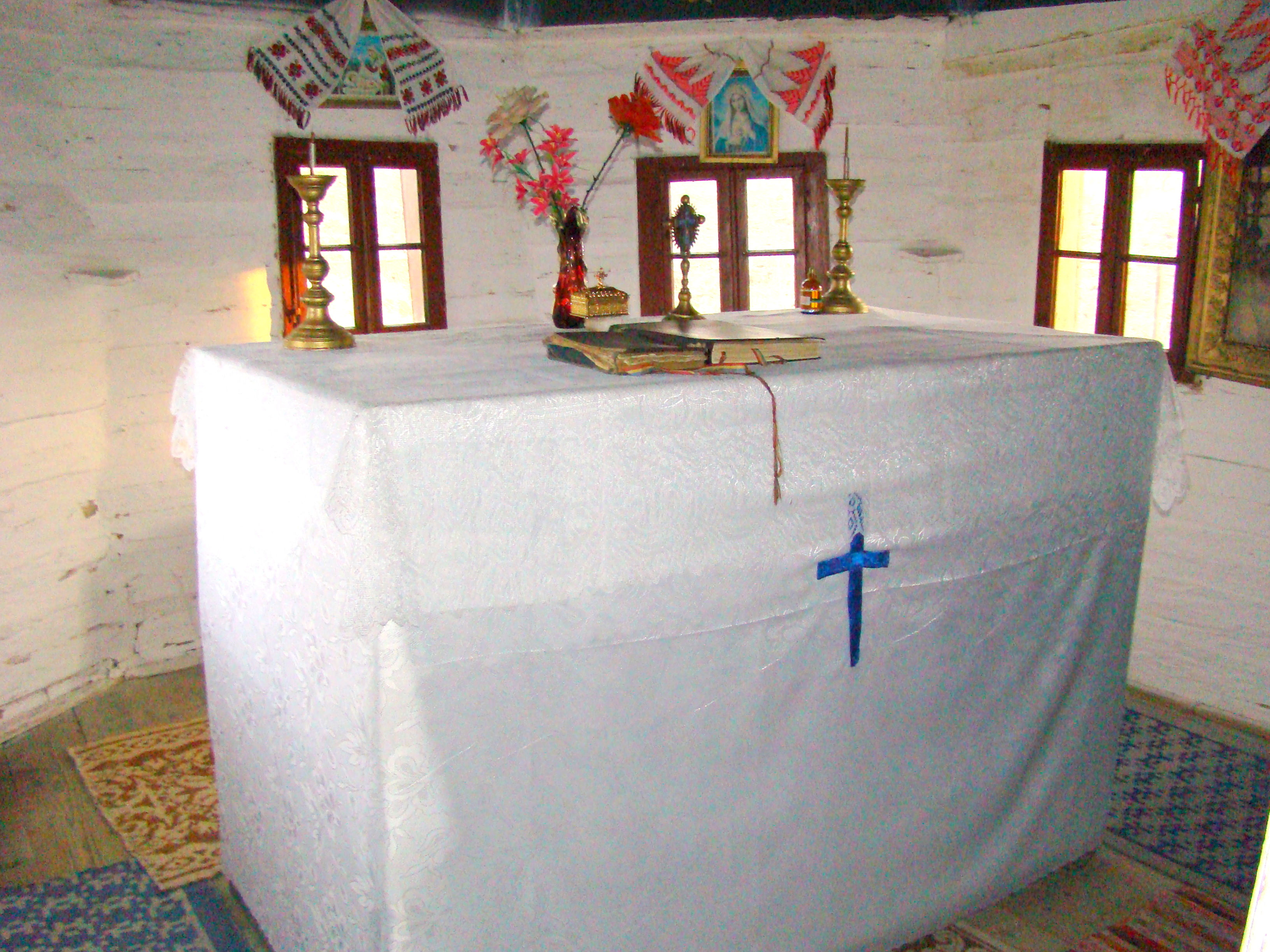

## Imagini din exterior

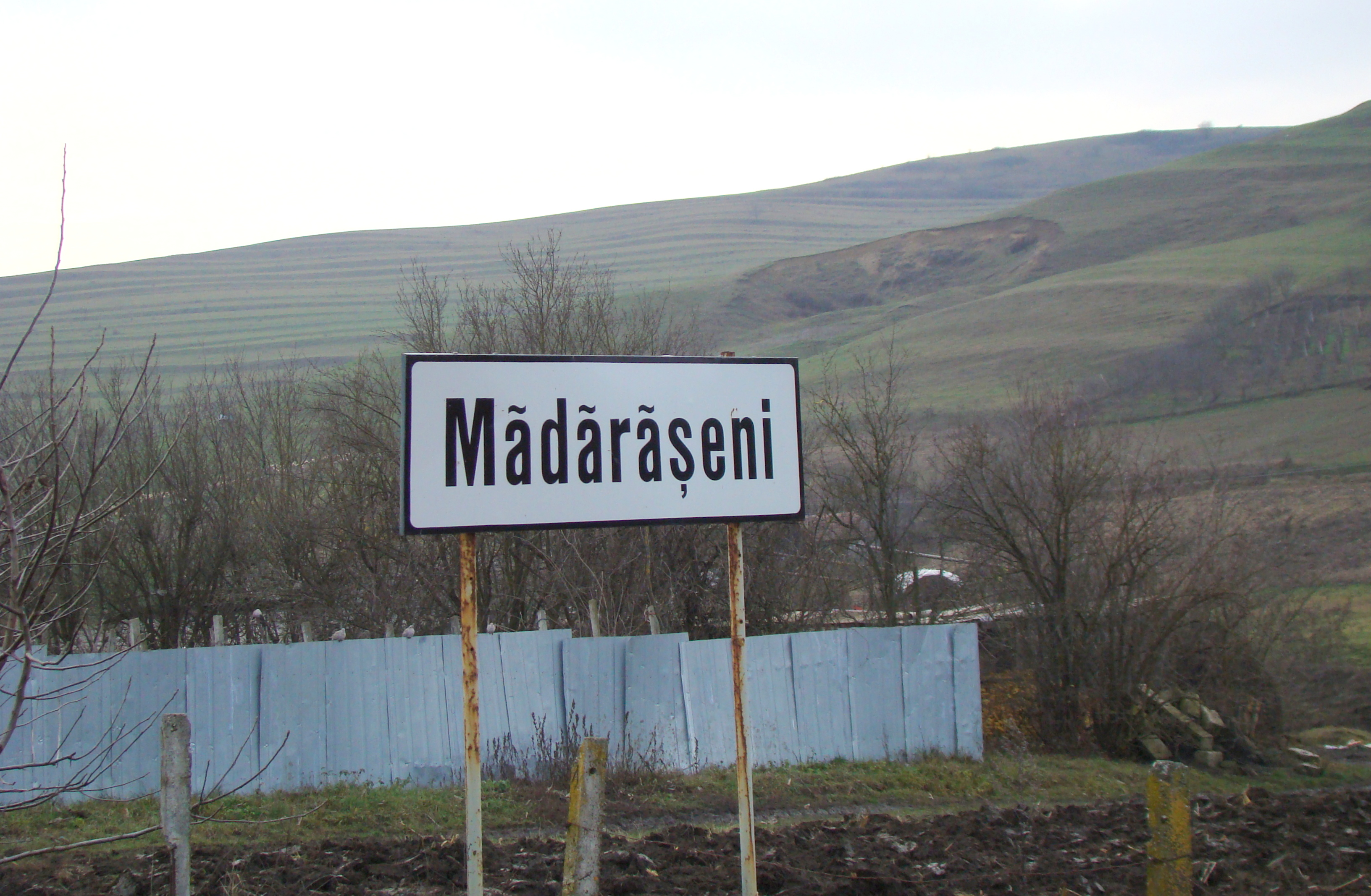
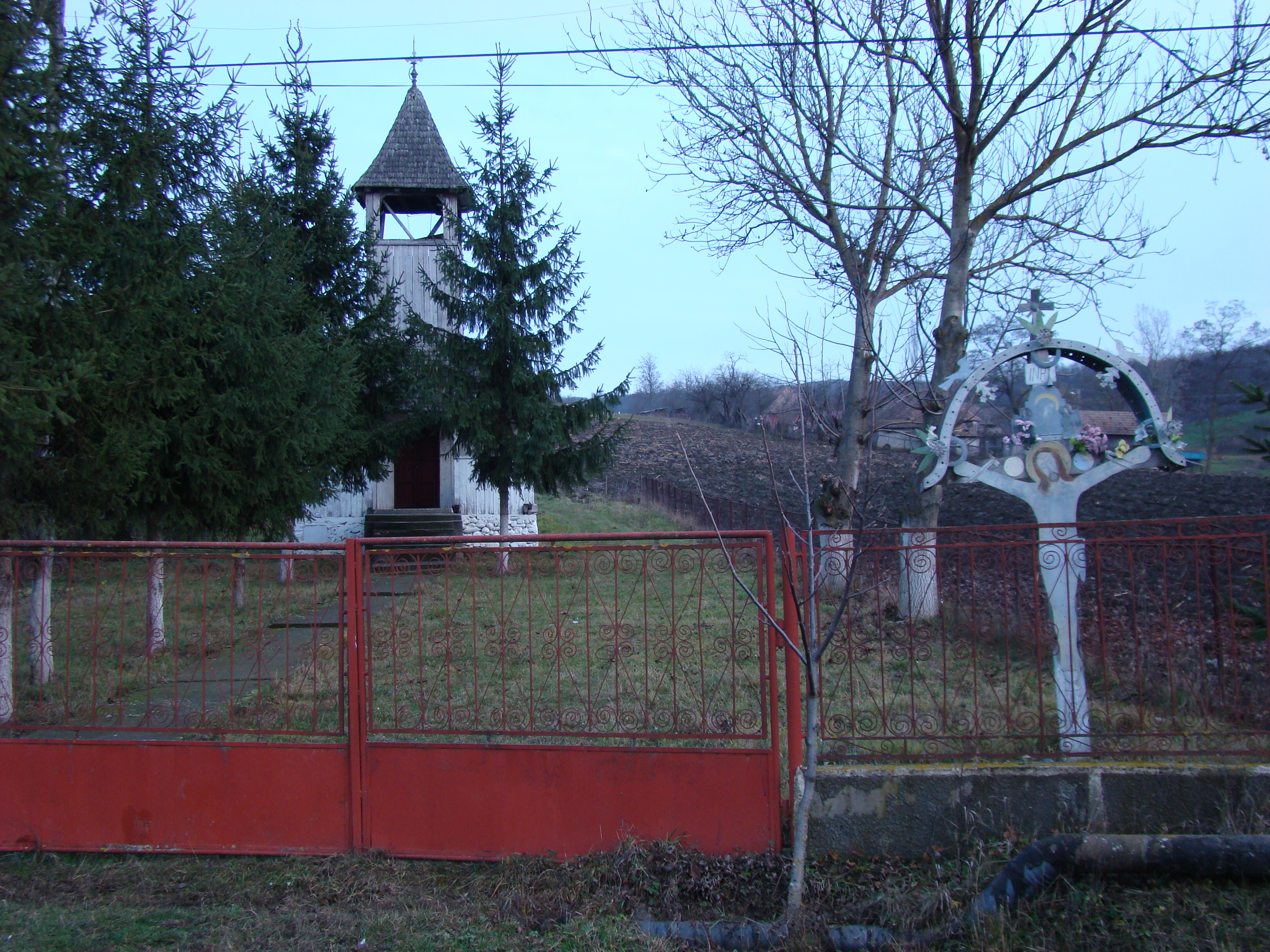
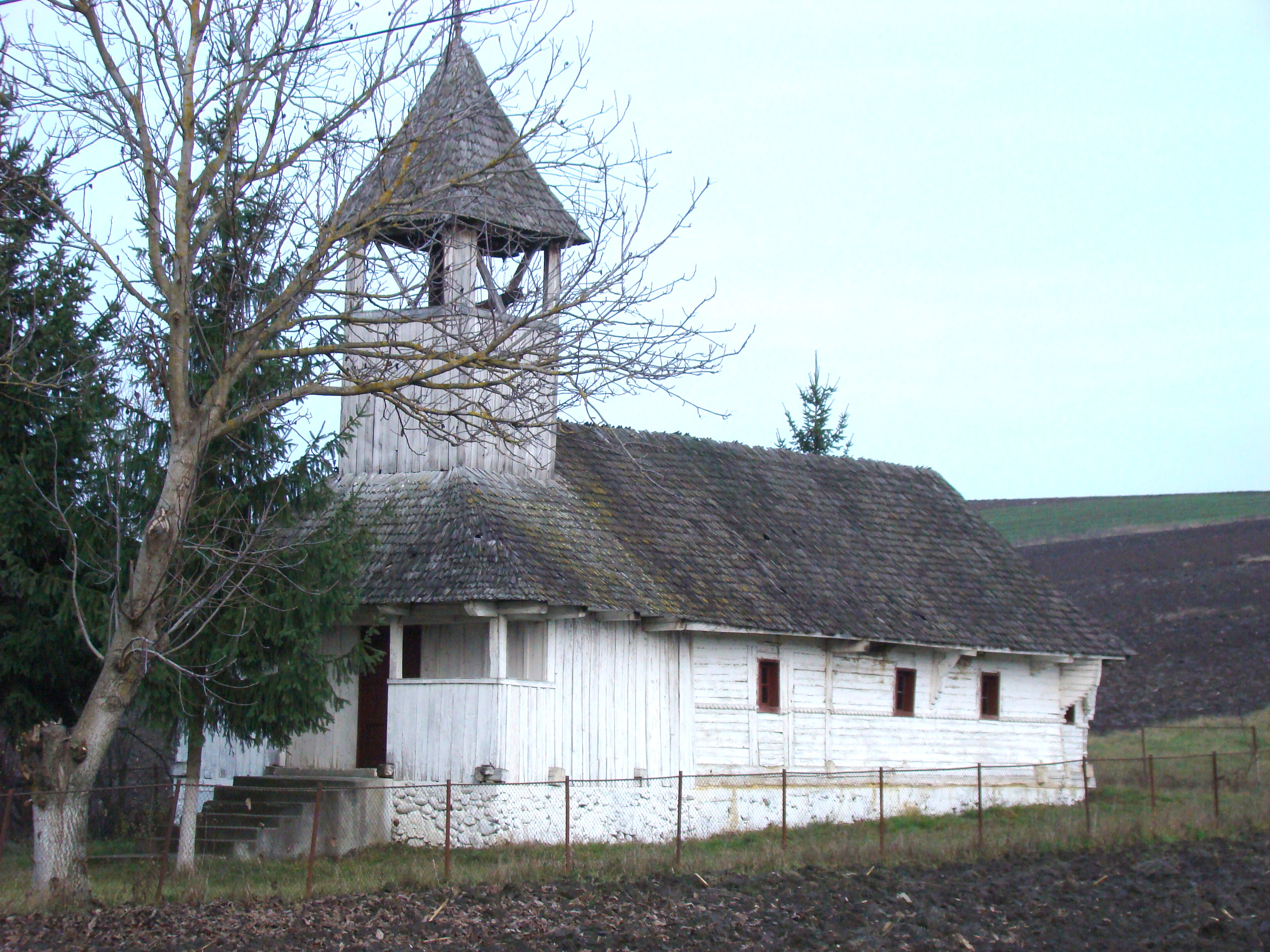
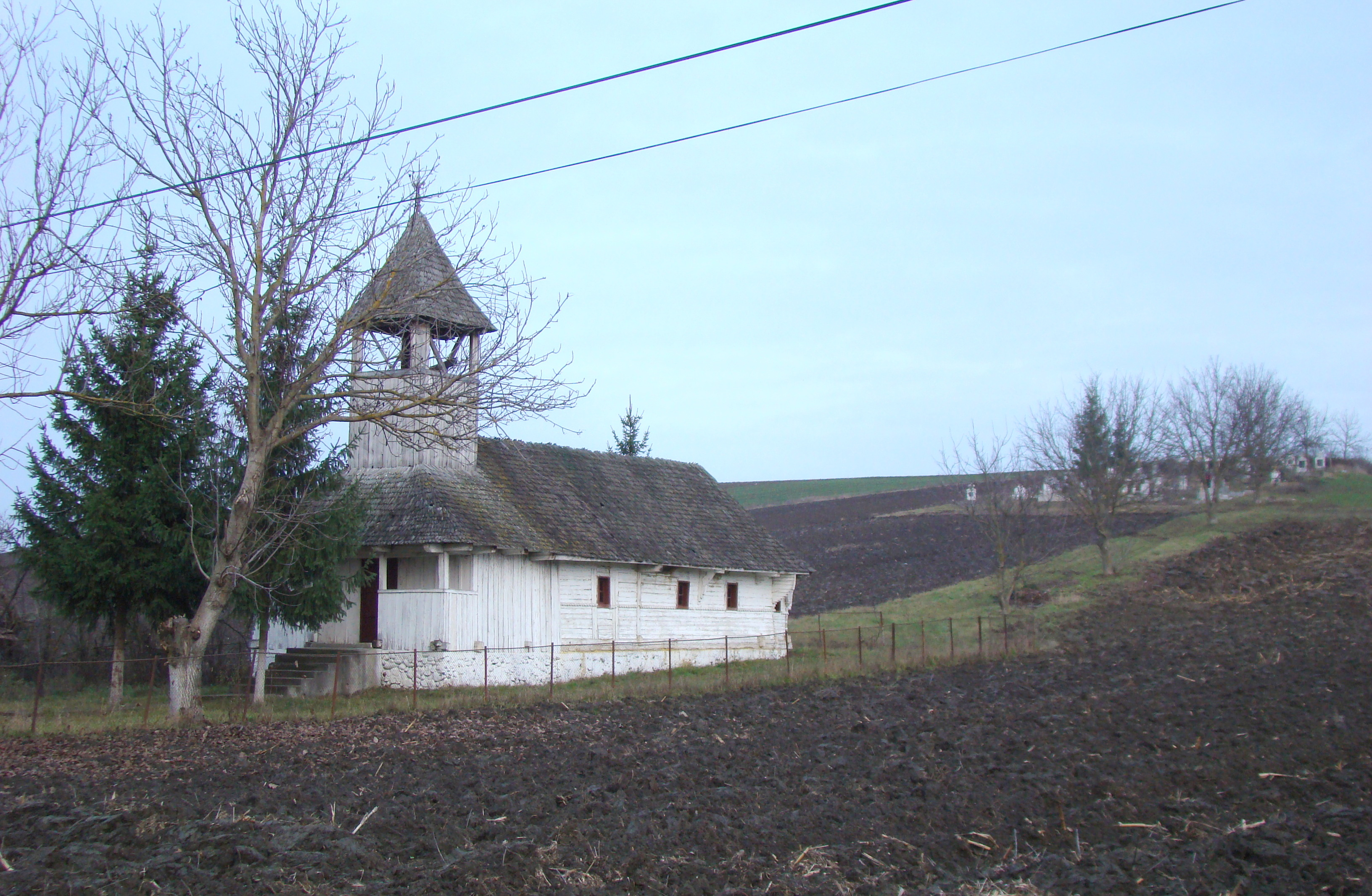
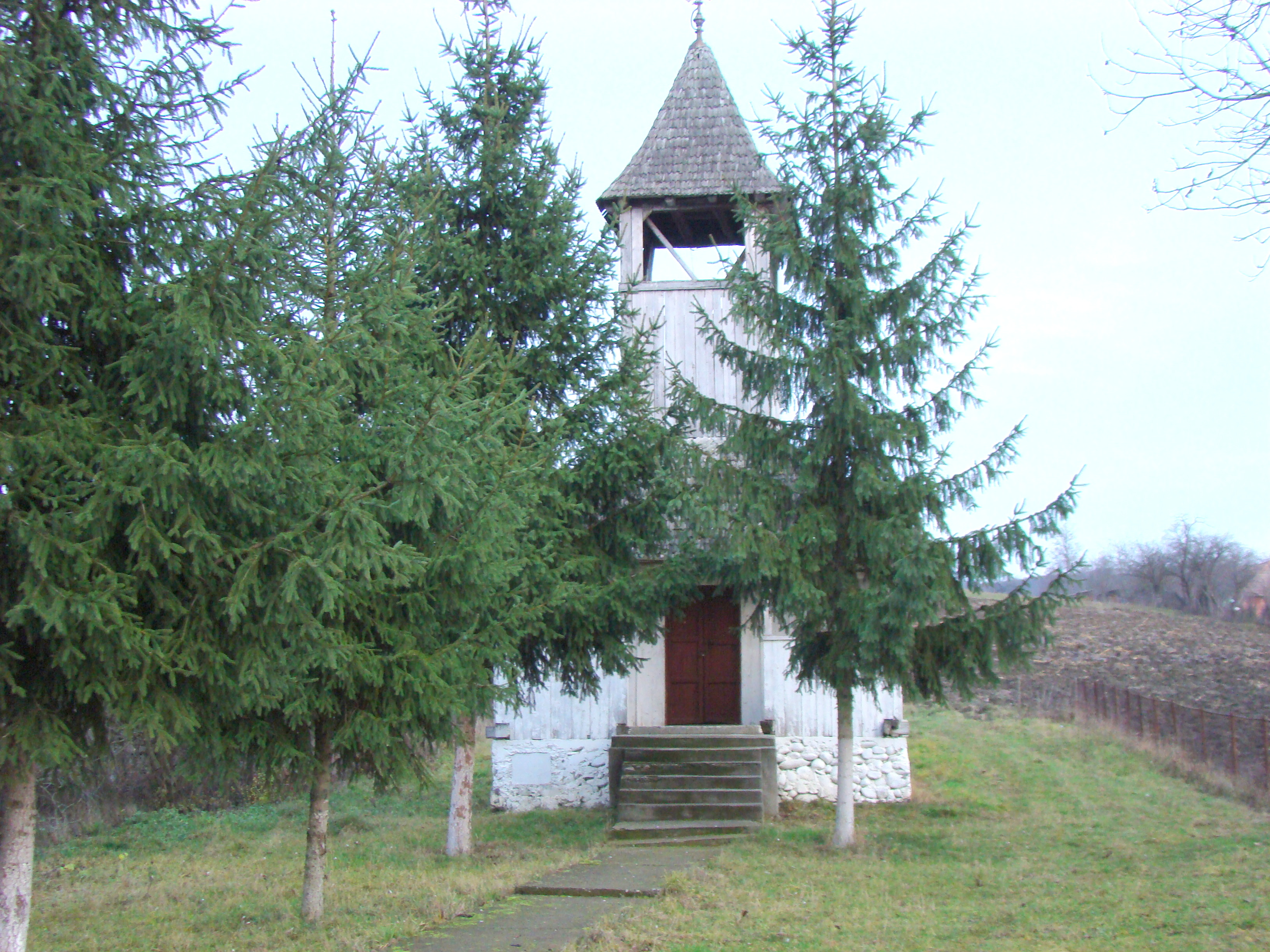
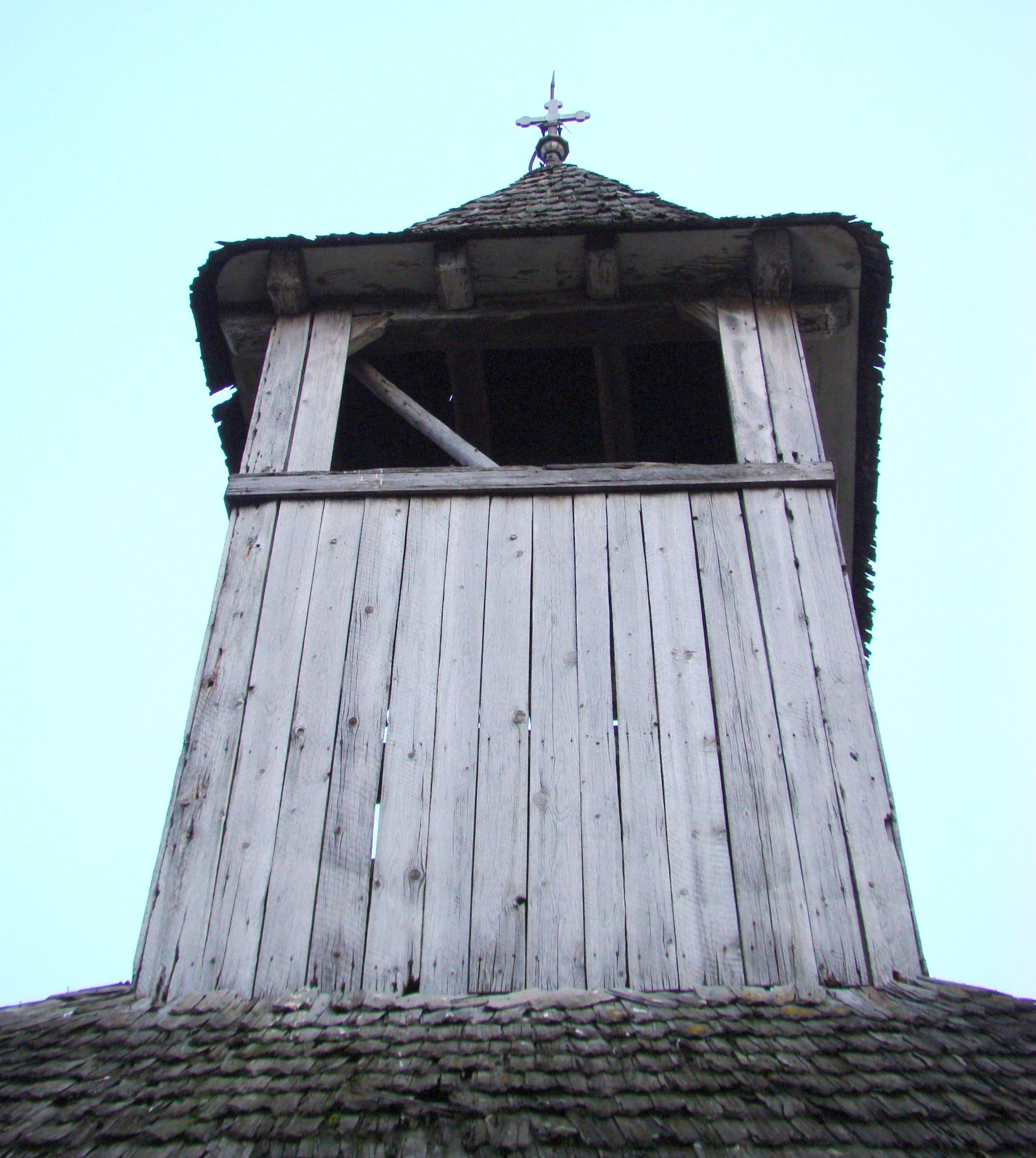
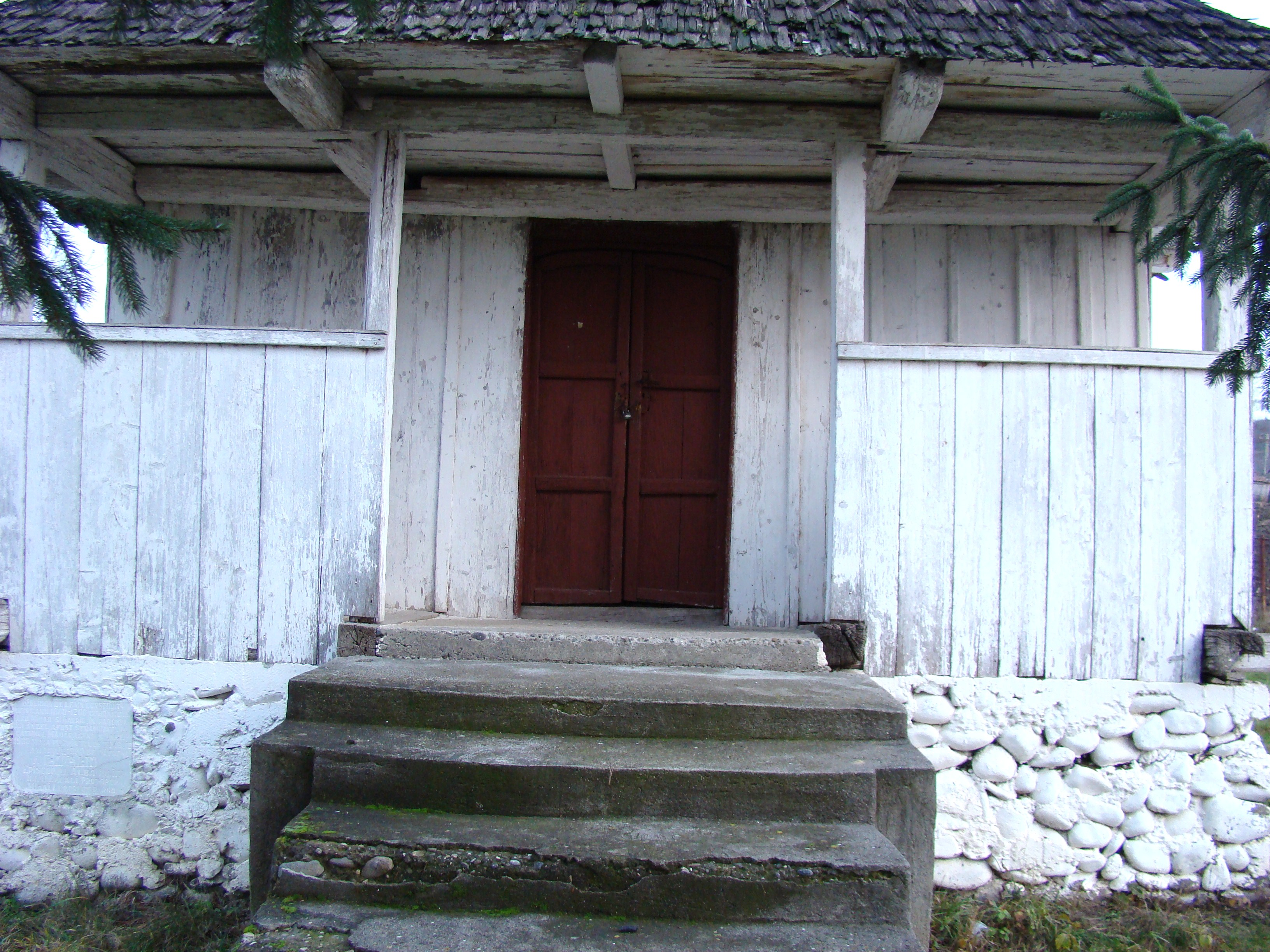
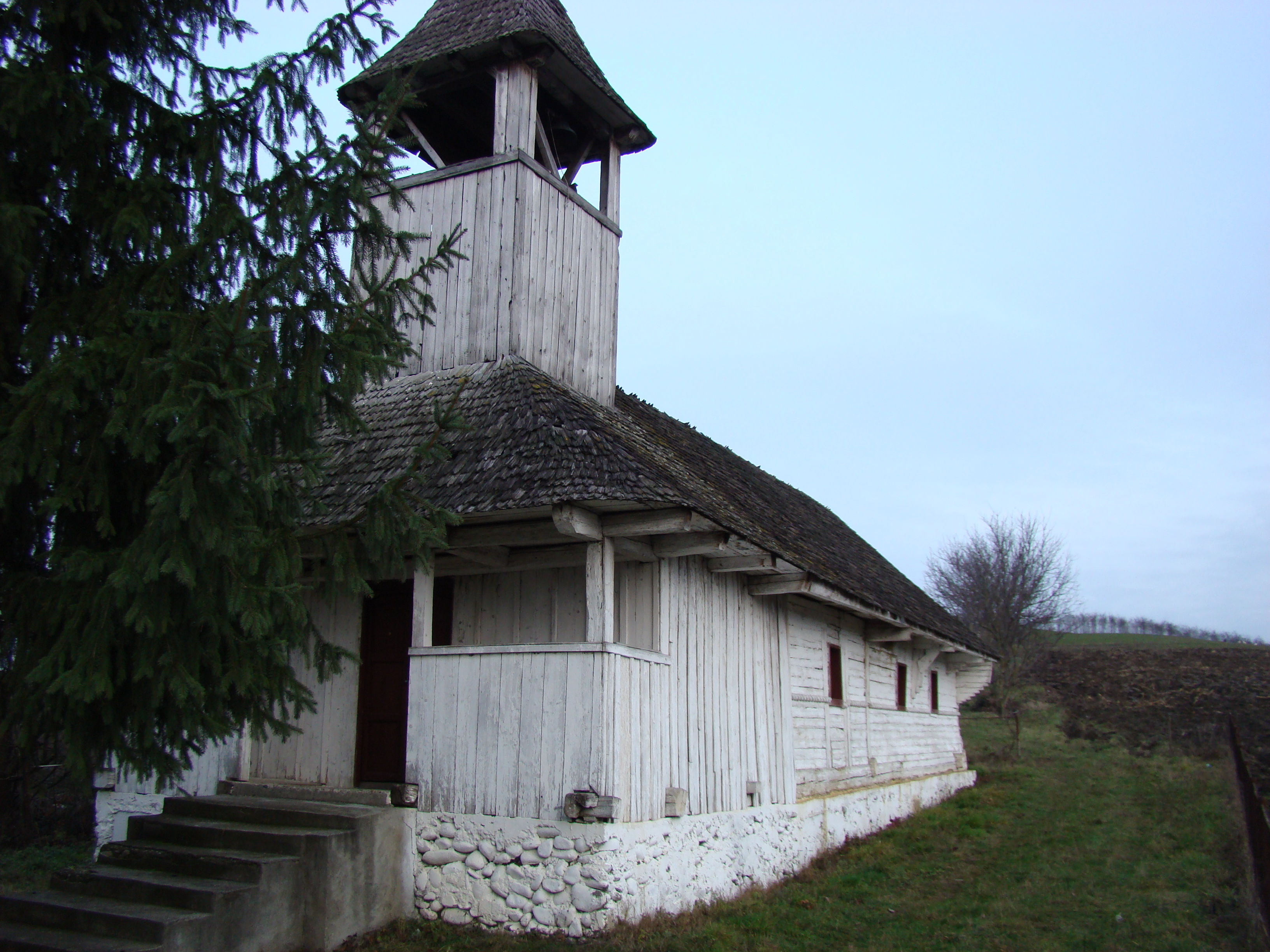
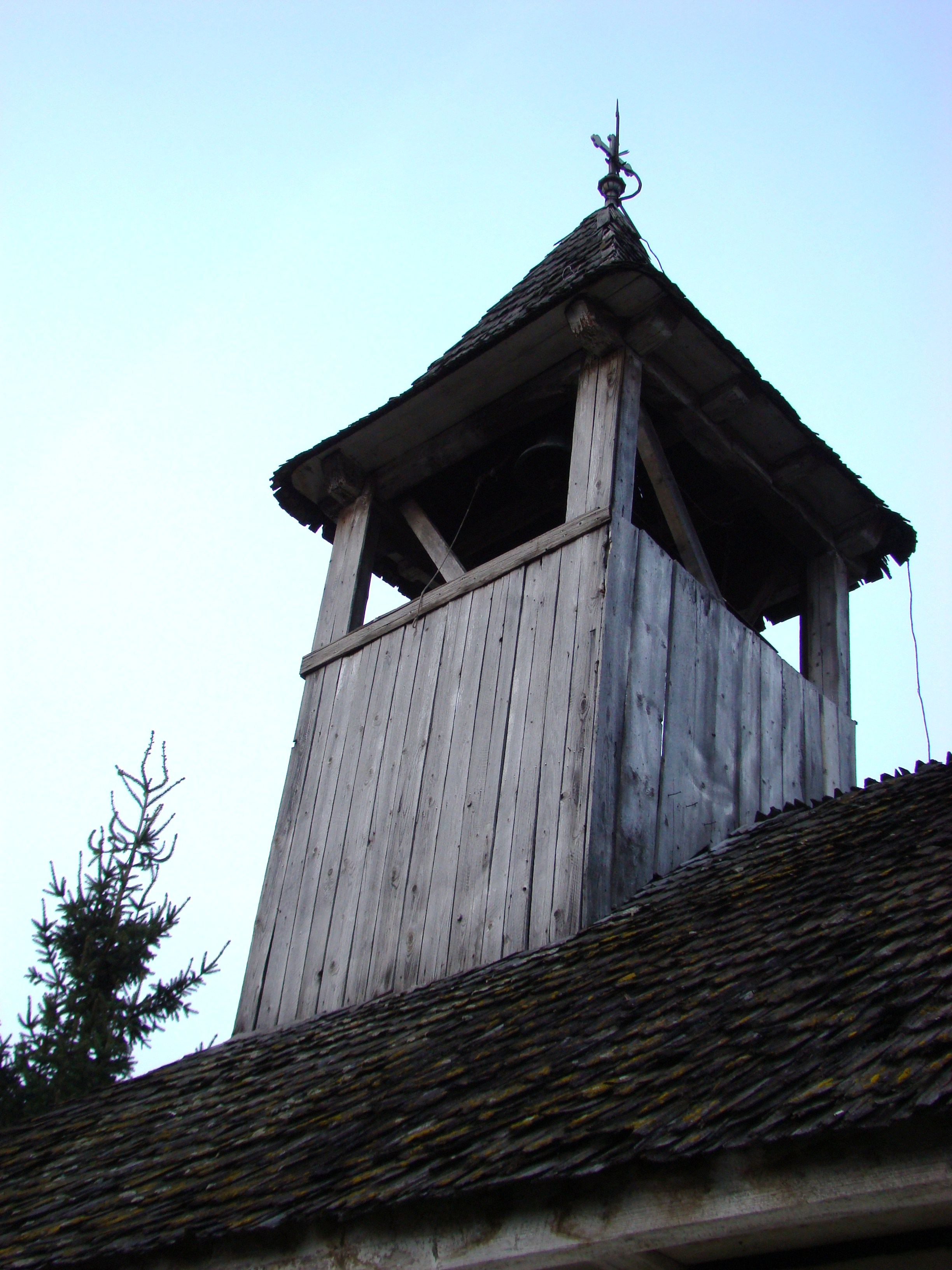
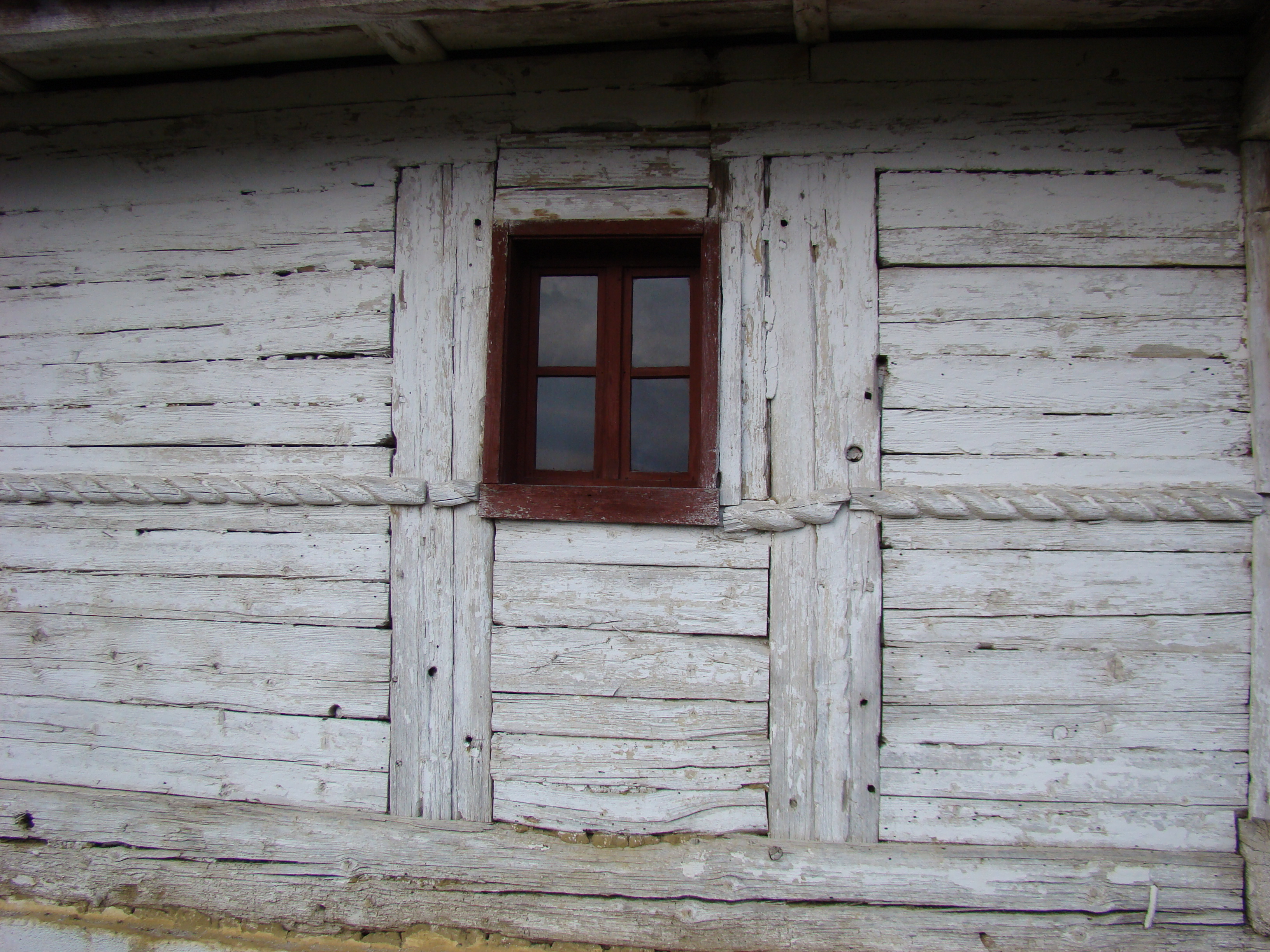
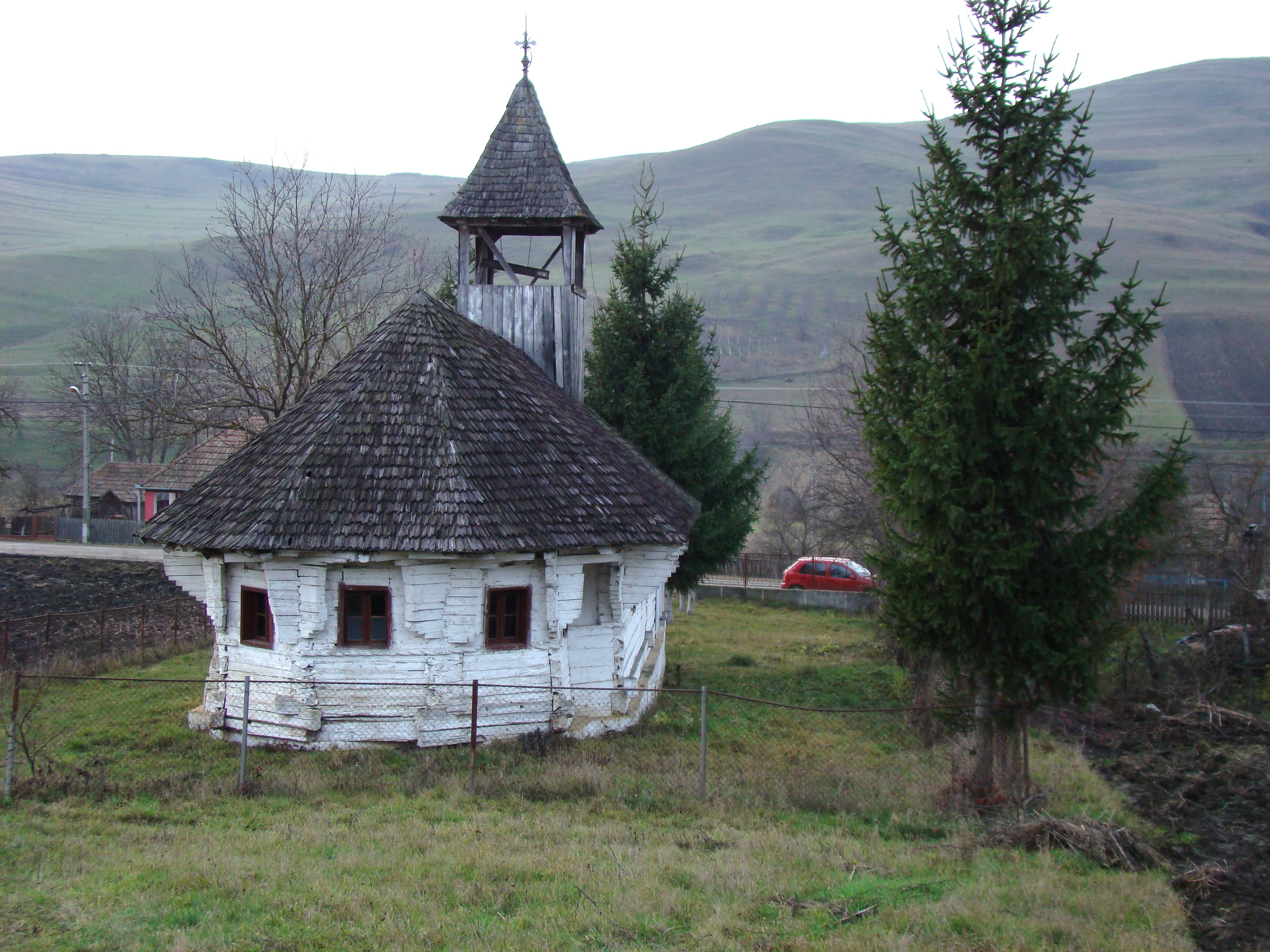
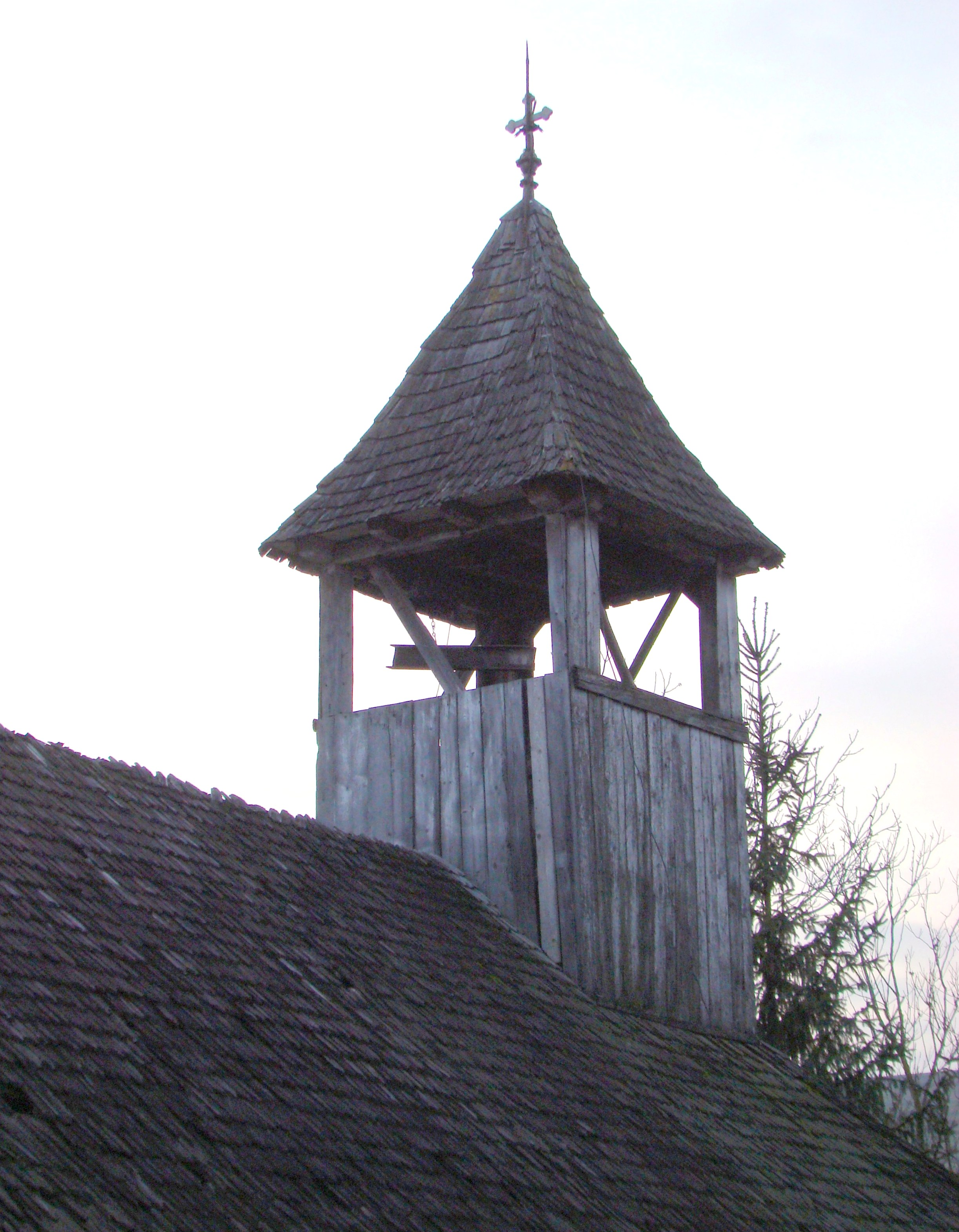
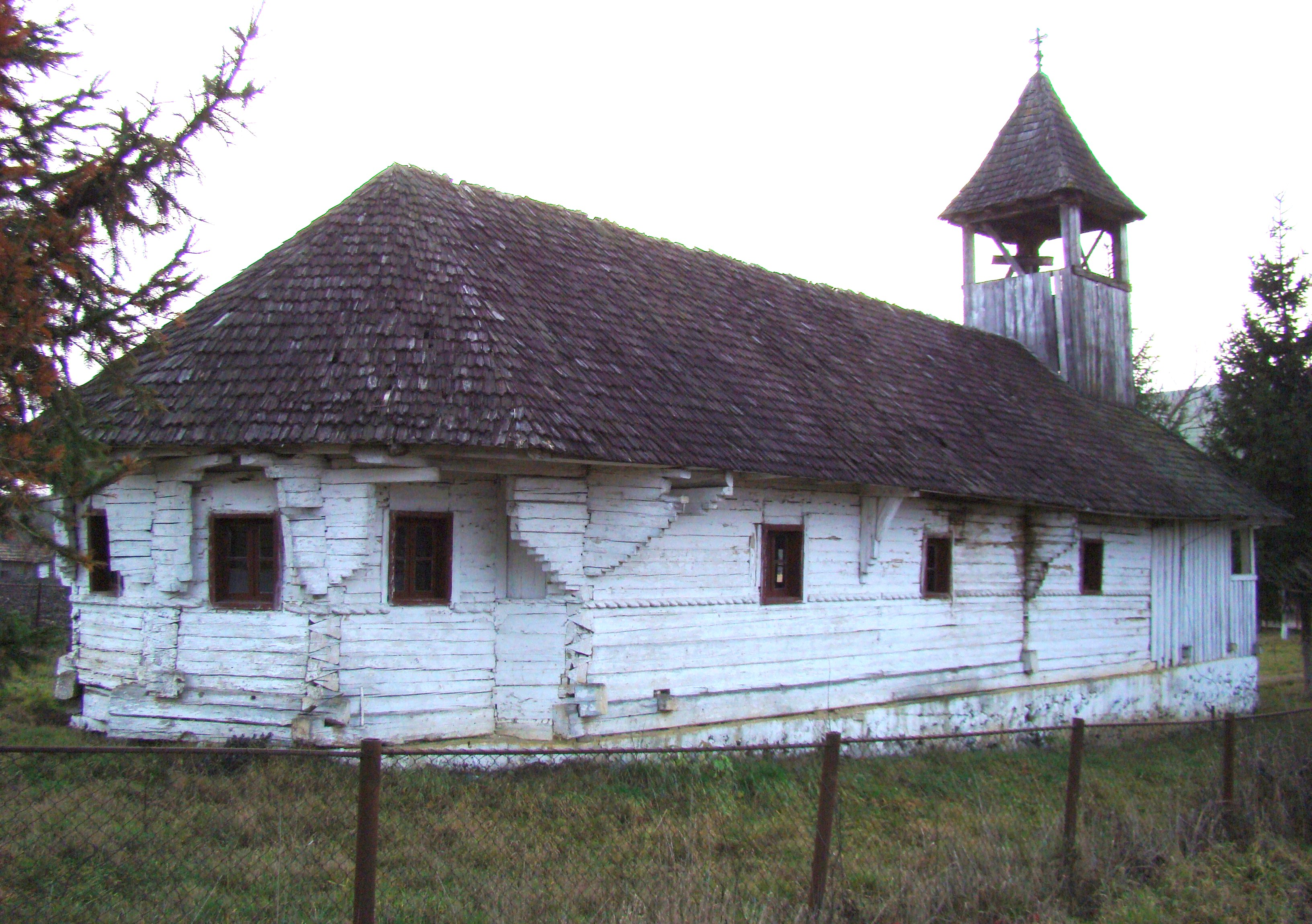
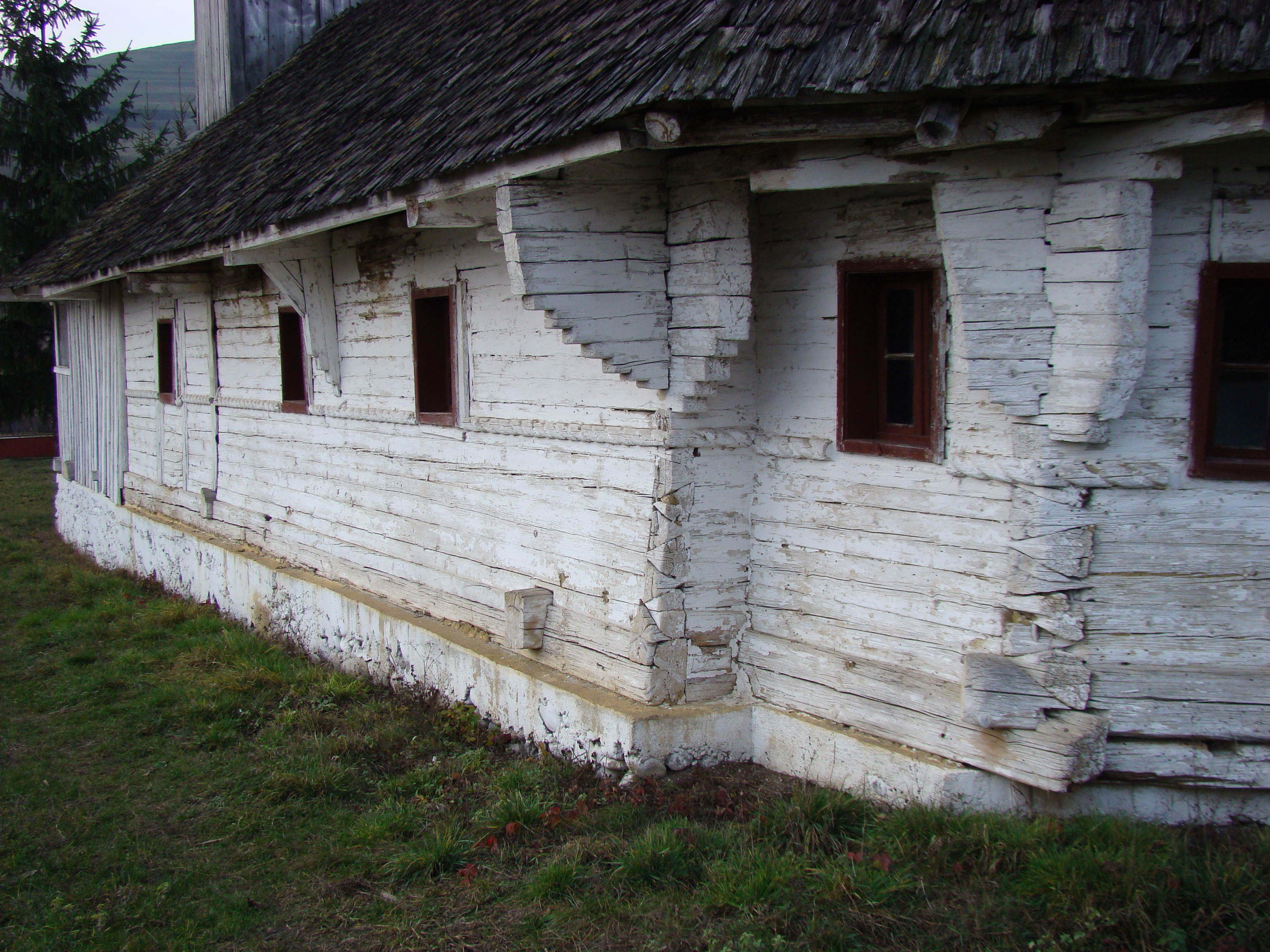
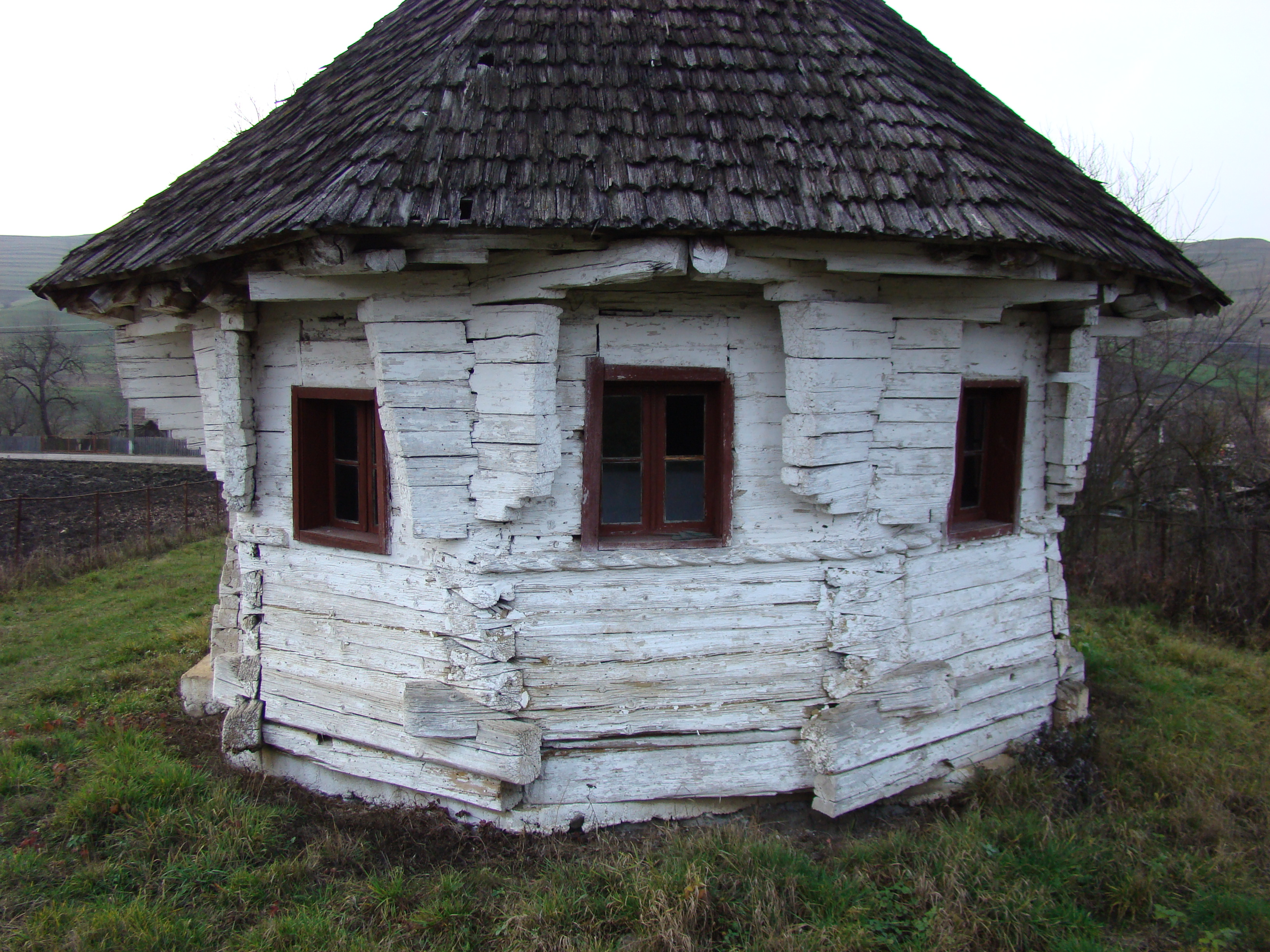
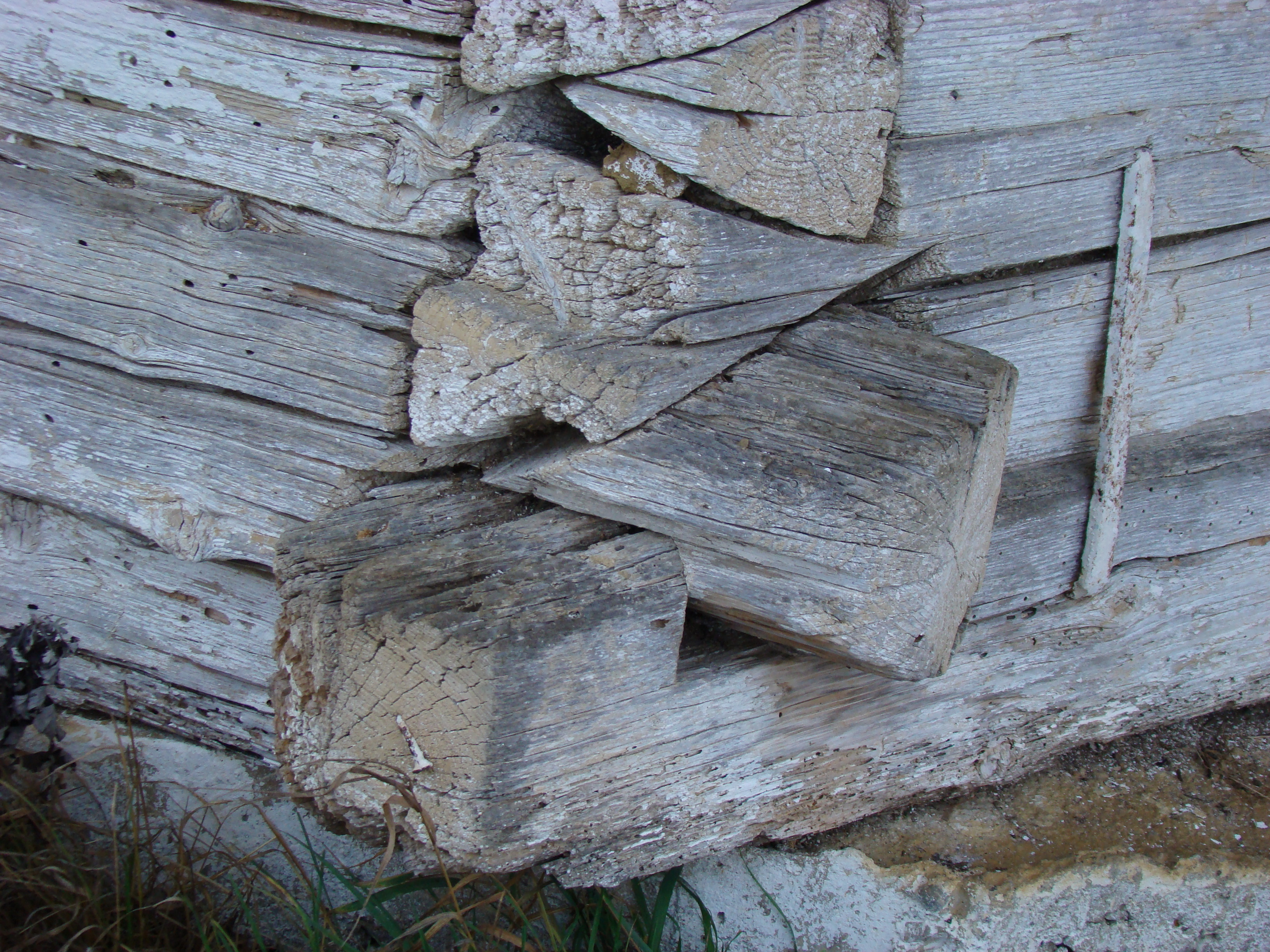
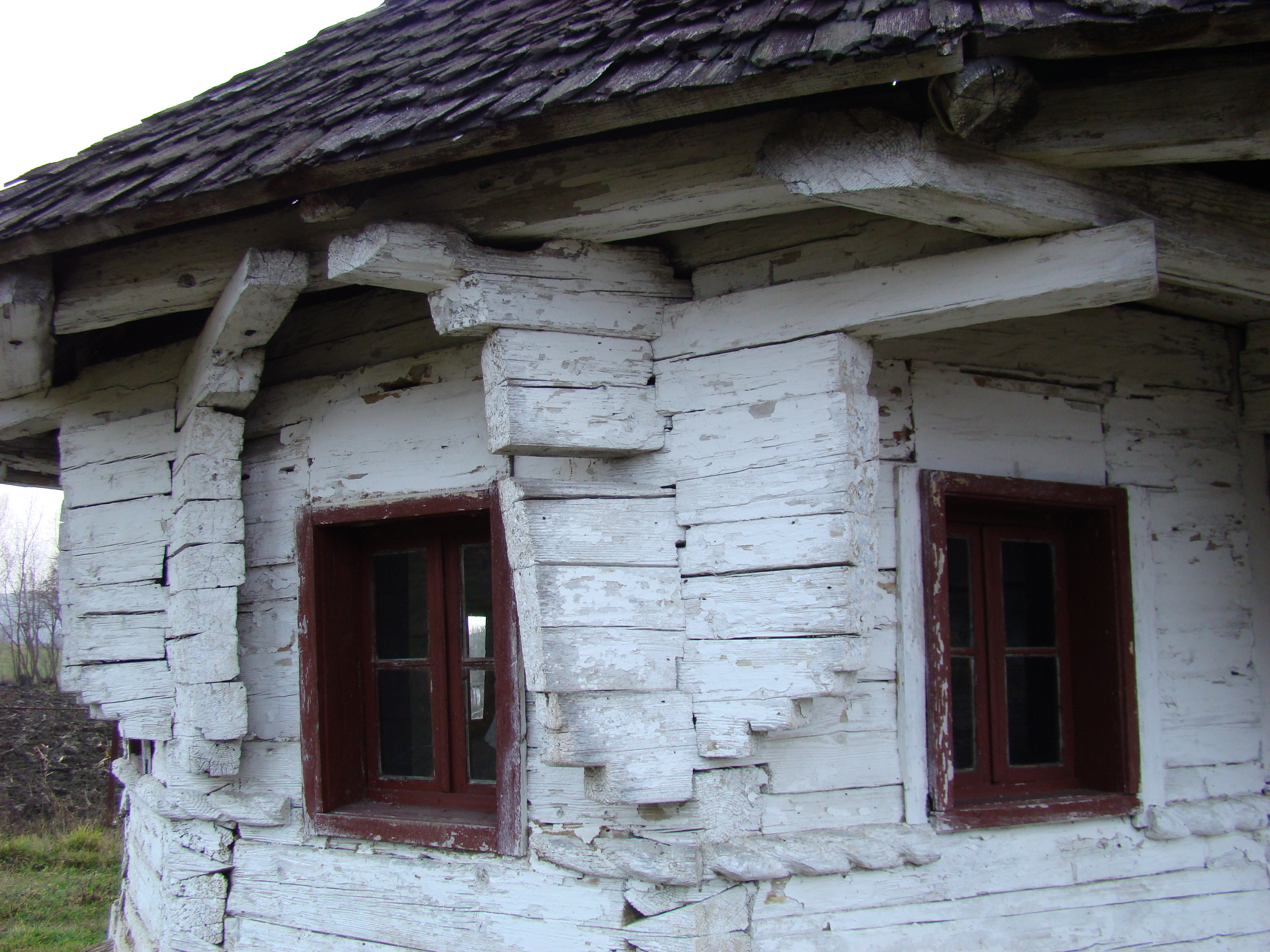
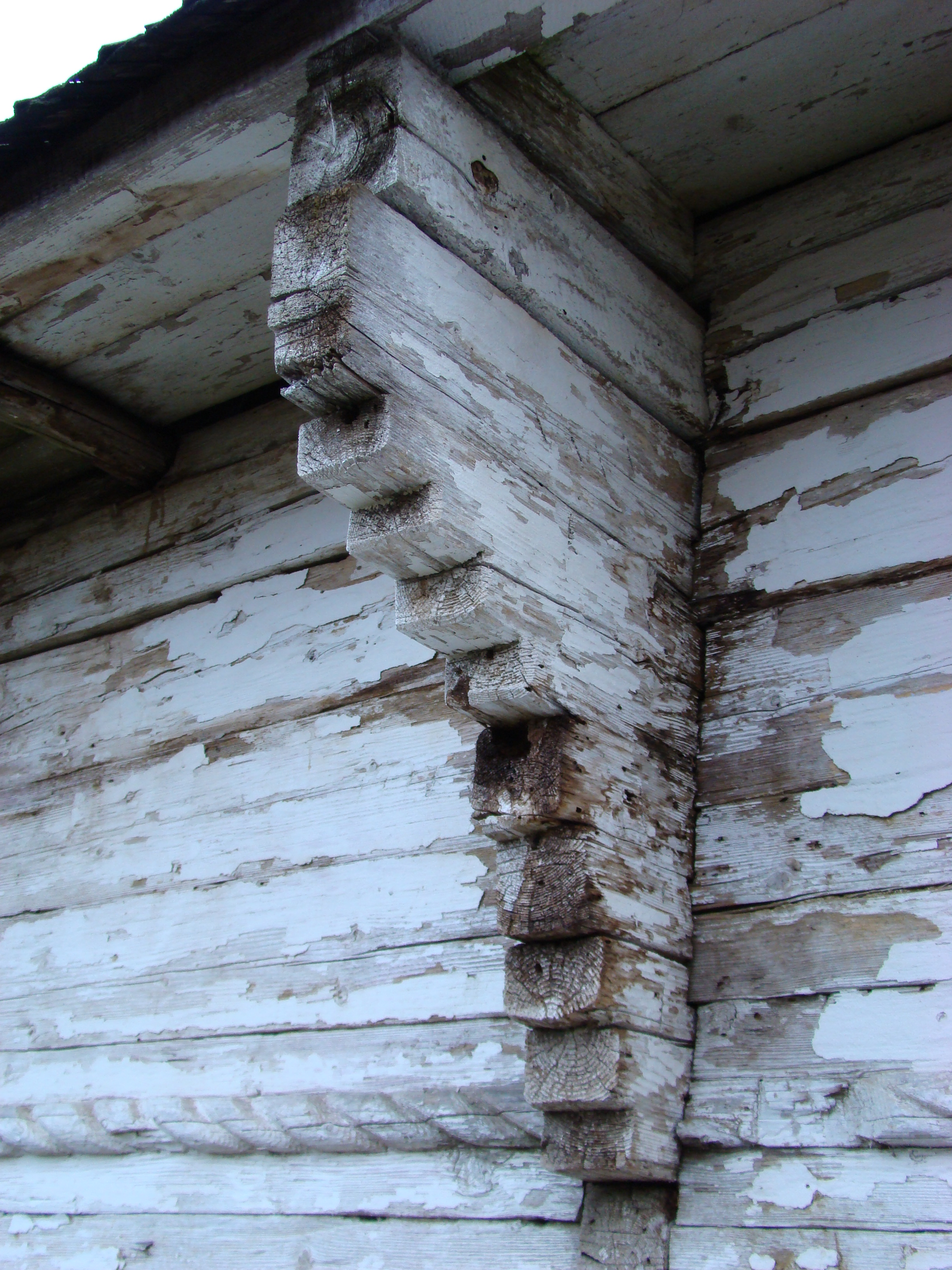
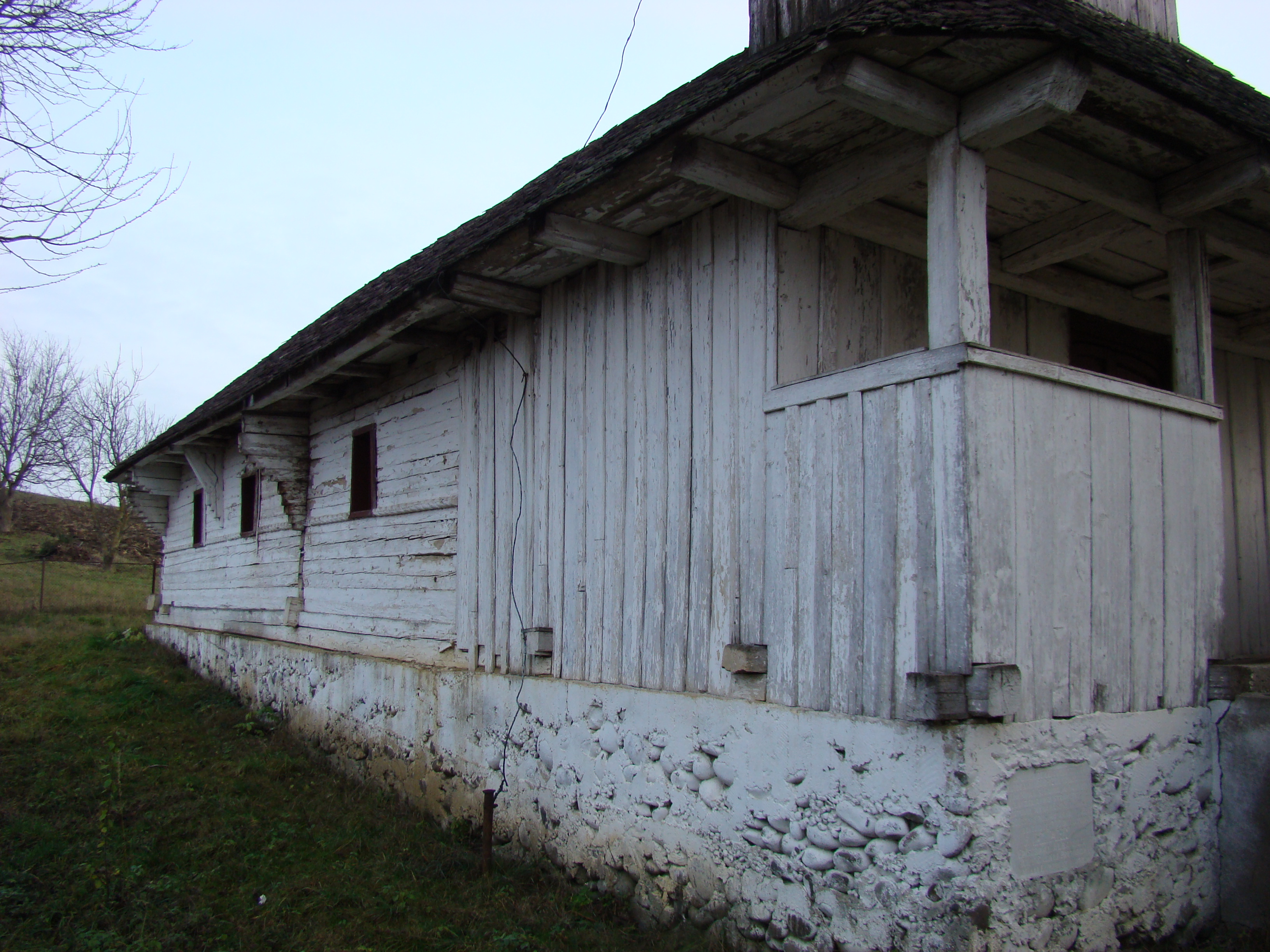